# Olympische Sommerspiele 2008/Teilnehmer (Australien)
| Gelbes Symbol für Goldmedaillen mit stilisierten Olympischen Ringen | Graues Symbol für Silbermedaillen mit stilisierten Olympischen Ringen | Braundes Symbol für Bronzemedaillen mit stilisierten Olympischen Ringen |
| ------------------------------------------------------------------- | --------------------------------------------------------------------- | ----------------------------------------------------------------------- |
| 14                                                                  | 15                                                                    | 17                                                                      |

Australien nahm an den Olympischen Sommerspielen 2008 in der chinesischen Hauptstadt Peking mit 432 Sportlern, 199 Frauen und 233 Männern, teil.
Seit 1896 war es die 26. Teilnahme Australiens bei Olympischen Sommerspielen. Damit war Australien neben Griechenland, Frankreich, der Schweiz und dem Vereinigten Königreich eine der fünf Nationen, die bis dahin bei allen Olympischen Sommerspielen teilgenommen hatten.
Jüngste Teilnehmerin Australiens war mit 16 Jahren und 67 Tagen die Schwimmerin Emily Seebohm, ältester Teilnehmer der Reiter Laurie Lever (60 Jahre und 311 Tage).

## Flaggenträger
Der Ruderer James Tomkins trug die Flagge Australiens während der Eröffnungsfeier im Nationalstadion; bei der Schlussfeier wurde sie von der Schwimmerin Stephanie Rice getragen.
Siehe auch → Liste der Flaggenträger der australischen Mannschaften bei Olympischen Spielen

## Medaillengewinner
Mit 14 gewonnenen Gold-, 15 Silber- und 17 Bronzemedaillen belegte das australische Team Platz 6 im Medaillenspiegel.
Erfolgreichste Teilnehmerin Australiens war die Schwimmerin Stephanie Rice, sie gewann drei Goldmedaillen. Die meisten Medaillen (2 × Gold, 1 × Silber und 1 × Bronze) gewann ihre Teamkollegin Libby Trickett.

### Gold
| Name/n                                                         | Sportart       | Wettkampf                              |
| -------------------------------------------------------------- | -------------- | -------------------------------------- |
| Stephanie Rice                                                 | Schwimmen      | 400 Meter Lagen                        |
| Libby Trickett                                                 | Schwimmen      | 100 Meter Schmetterling                |
| Leisel Jones                                                   | Schwimmen      | 100 Meter Brustschwimmen               |
| Stephanie Rice                                                 | Schwimmen      | 200 Meter Lagen                        |
| Stephanie Rice, Bronte Barratt, Kylie Palmer, Linda Mackenzie  | Schwimmen      | Frauen 4-mal-200-Meter-Freistilstaffel |
| Drew Ginn, Duncan Free                                         | Rudern         | Männer Zweier ohne                     |
| Scott Brennan, David Crawshay                                  | Rudern         | Männer Doppelzweier                    |
| Emily Seebohm, Leisel Jones, Jessicah Schipper, Libby Trickett | Schwimmen      | Frauen 4-mal-100-Meter-Lagenstaffel    |
| Emma Snowsill                                                  | Triathlon      | Triathlon Frauen                       |
| Nathan Wilmot, Malcolm Page                                    | Segeln         | Männer 470er Klasse                    |
| Tessa Parkinson, Elise Rechichi                                | Segeln         | Frauen 470er Klasse                    |
| Steven Hooker                                                  | Leichtathletik | Männer Stabhochsprung                  |
| Ken Wallace                                                    | Kanu           | Männer K-1 500 Meter                   |
| Matthew Mitcham                                                | Wasserspringen | Männer 10-Meter-Turm                   |

### Silber
| Name/n | Sportart       | Wettkampf                             |
| --- | -------------- | ------------------------------------- |
| Briony Cole, Melissa Wu | Wasserspringen | Frauen Synchronspringen 10-Meter-Turm |
| Clayton Fredericks, Lucinda Fredericks, Sonja Johnson, Megan Jones, Shane Rose | Reiten         | Vielseitigkeit Mannschaft             |
| Eamon Sullivan | Schwimmen      | Männer 100 Meter Freistil             |
| Brenton Rickard | Schwimmen      | Männer 200 Meter Brustschwimmen       |
| Leisel Jones | Schwimmen      | Frauen 200 Meter Brustschwimmen       |
| Libby Trickett | Schwimmen      | Frauen 100 Meter Freistil             |
| Jacqueline Lawrence | Kanu           | Frauen Slalom K-1                     |
| Matt Ryan, James Marburg, Cameron McKenzie-McHarg, Francis Hegerty | Rudern         | Männer Vierer ohne Steuermann         |
| Grant Hackett | Schwimmen      | Männer 1500 Meter Freistil            |
| Hayden Stoeckel, Brenton Rickard, Andrew Lauterstein, Eamon Sullivan | Schwimmen      | Männer 4-mal-100-Meter-Lagenstaffel   |
| Anna Meares | Radsport       | Frauensprint                          |
| Sally McLellan | Leichtathletik | Frauen 100 Meter Hürden               |
| Darren Bundock, Glenn Ashby | Segeln         | Tornado Klasse                        |
| Jared Tallent | Leichtathletik | 50-km-Gehen                           |
| Suzy Batkovic, Tully Bevilaqua, Rohanee Cox, Holly Grima, Lauren Jackson, Erin Phillips, Emma Randall, Jenni Screen, Belinda Snell, Laura Summerton, Penny Taylor, Kristi Harrower | Basketball     | Frauenturnier                         |

### Bronze
| Name/n | Sportart       | Wettkampf                              |
| --- | -------------- | -------------------------------------- |
| Cate Campbell, Alice Mills, Melanie Schlanger, Libby Trickett | Schwimmen      | Frauen 4-mal-100-Meter-Freistilstaffel |
| Jessicah Schipper | Schwimmen      | Frauen 100 Meter Schmetterling         |
| Eamon Sullivan, Andrew Lauterstein, Ashley Callus, Matt Targett | Schwimmen      | Männer 4-mal-100-Meter-Freistilstaffel |
| Hayden Stoeckel | Schwimmen      | Männer 100 Meter Rückenschwimmen       |
| Robin Bell | Kanu           | Männer Slalom C-1                      |
| Patrick Murphy, Grant Hackett, Grant Brits, Nick Ffrost | Schwimmen      | Männer 4-mal-200-Meter-Freistilstaffel |
| Jessicah Schipper | Schwimmen      | Frauen 200 Meter Schmetterling         |
| Warren Potent | Schießen       | Männer Kleinkaliber liegend 50 Meter   |
| Andrew Lauterstein | Schwimmen      | Männer 100 Meter Schmetterling         |
| Jared Tallent | Leichtathletik | 20-km-Gehen                            |
| Cate Campbell | Schwimmen      | Frauen 50 Meter Freistil               |
| Emma Moffatt | Triathlon      | Frauen Triathlon                       |
| Jodie Bowering, Kylie Cronk, Kelly Hardie, Tanya Harding, Sandy Allen-Lewis, Simmone Morrow, Tracey Mosley, Stacey Porter, Melanie Roche, Justine Smethurst, Danielle Stewart, Natalie Titcume, Natalie Ward, Belinda Wright, Kerry Wyborn | Softball       | Frauenturnier                          |
| Gemma Beadsworth, Nikita Cuffe, Suzie Fraser, Taniele Gofers, Kate Gynther, Amy Hetzel, Bronwen Knox, Emma Knox, Alicia McCormack, Melissa Rippon, Rebecca Rippon, Mia Santoromito, Jenna Santoromito                                      | Wasserball     | Frauenturnier                          |
| Ken Wallace | Kanu           | Männer K-1 1000 Meter                  |
| Lisa Oldenhof, Hannah Davis, Chantal Meek, Lyndsie Fogarty | Kanu           | Frauen K-4 500 Meter                   |
| Des Abbott, Travis Brooks, Kiel Brown, Liam De Young, Luke Doerner, Jamie Dwyer, Bevan George, David Guest, Rob Hammond, Fergus Kavanagh, Mark Knowles, Stephen Lambert, Eli Matheson, Eddie Ockenden, Grant Schubert, Matthew Wells       | Hockey         | Herrenturnier                          |

## Teilnehmer nach Sportarten

### Badminton

#### Frauen

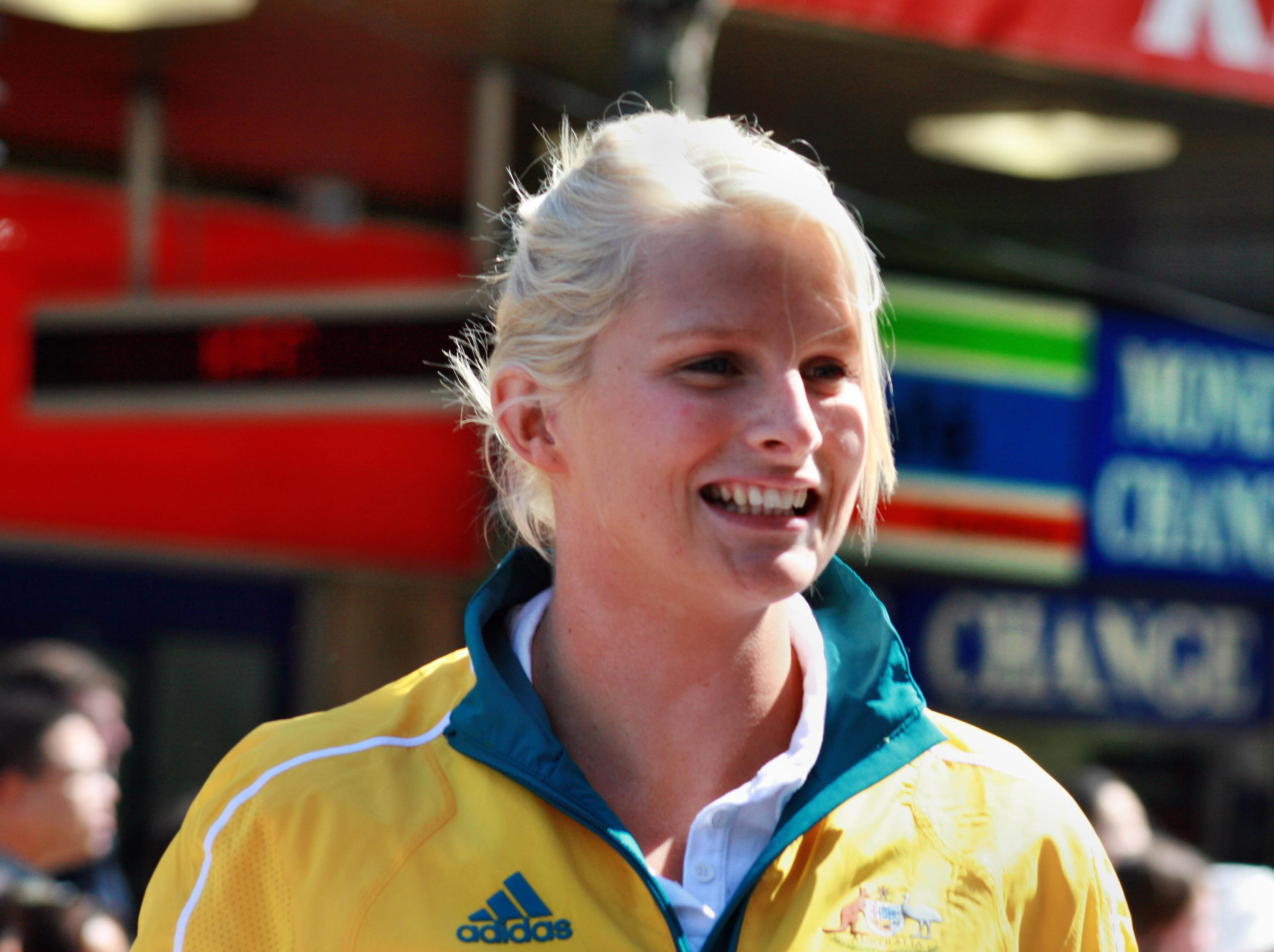
Leisel Jones trat als Weltrekordhalterin zum 200-m-Brust-Wettbewerb an.

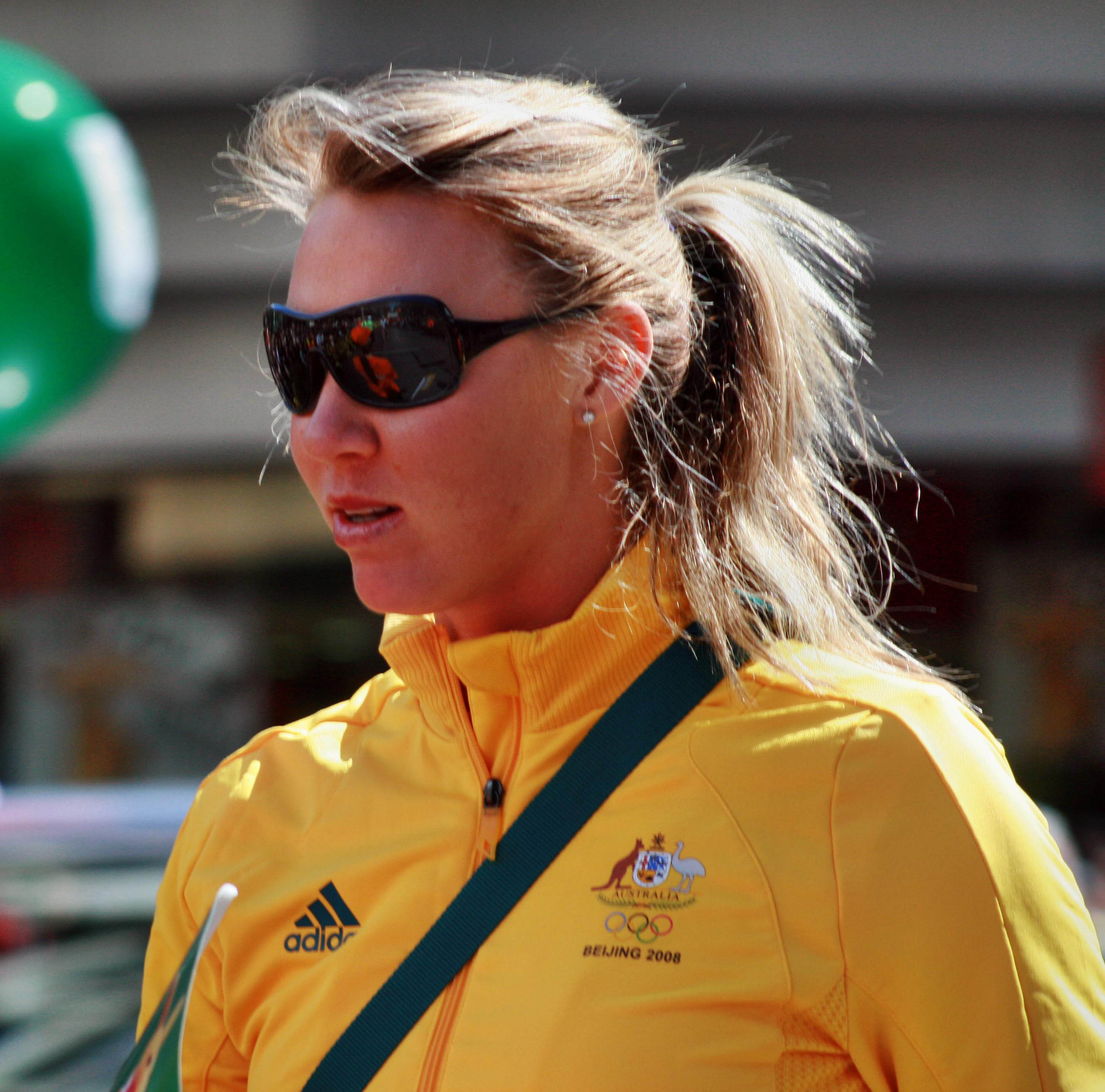
Alicia Molik

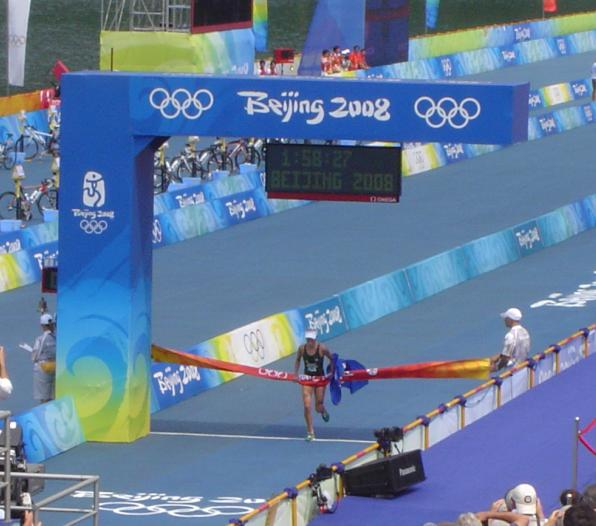
Emma Snowsill beim Zieleinlauf

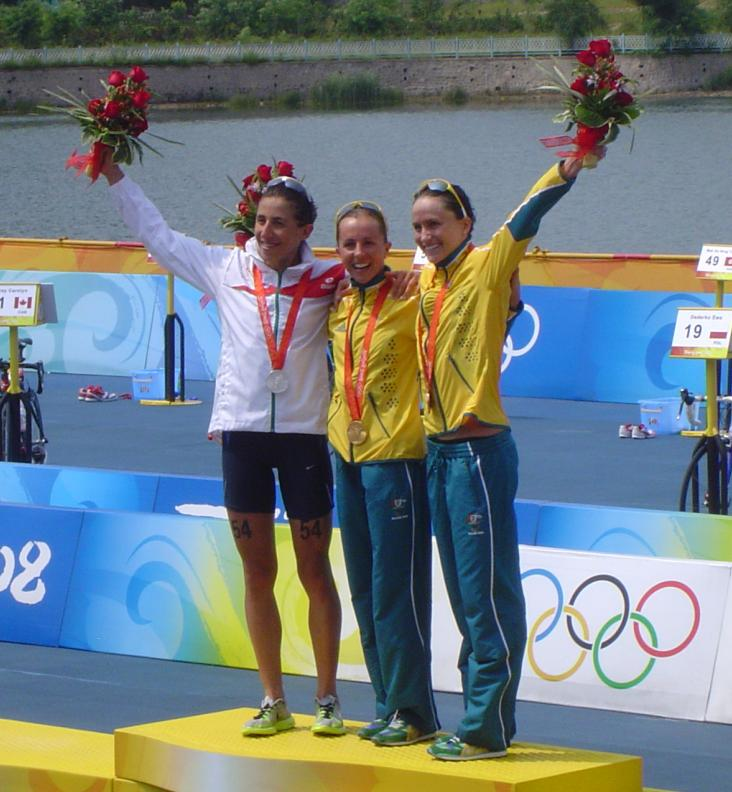
Siegerehrung (von links):
Vanessa Fernandes (Portugal), Emma Snowsill und Emma Moffatt

- Erin Carroll

Einzel
1. Runde: 9:21/16:21-Niederlage gegen die Spanierin Yoana Martínez
- Tania Luiz

Doppel (mit Eugenia Tanaka)
1. Runde: 4:21/8:21-Niederlage gegen die Japanerinnen Miyuki Maeda und Satoko Suetsuna
- Eugenia Tanaka

Doppel (mit Tania Luiz)
1. Runde: 4:21/8:21-Niederlage gegen die Japanerinnen Miyuki Maeda und Satoko Suetsuna

#### Männer

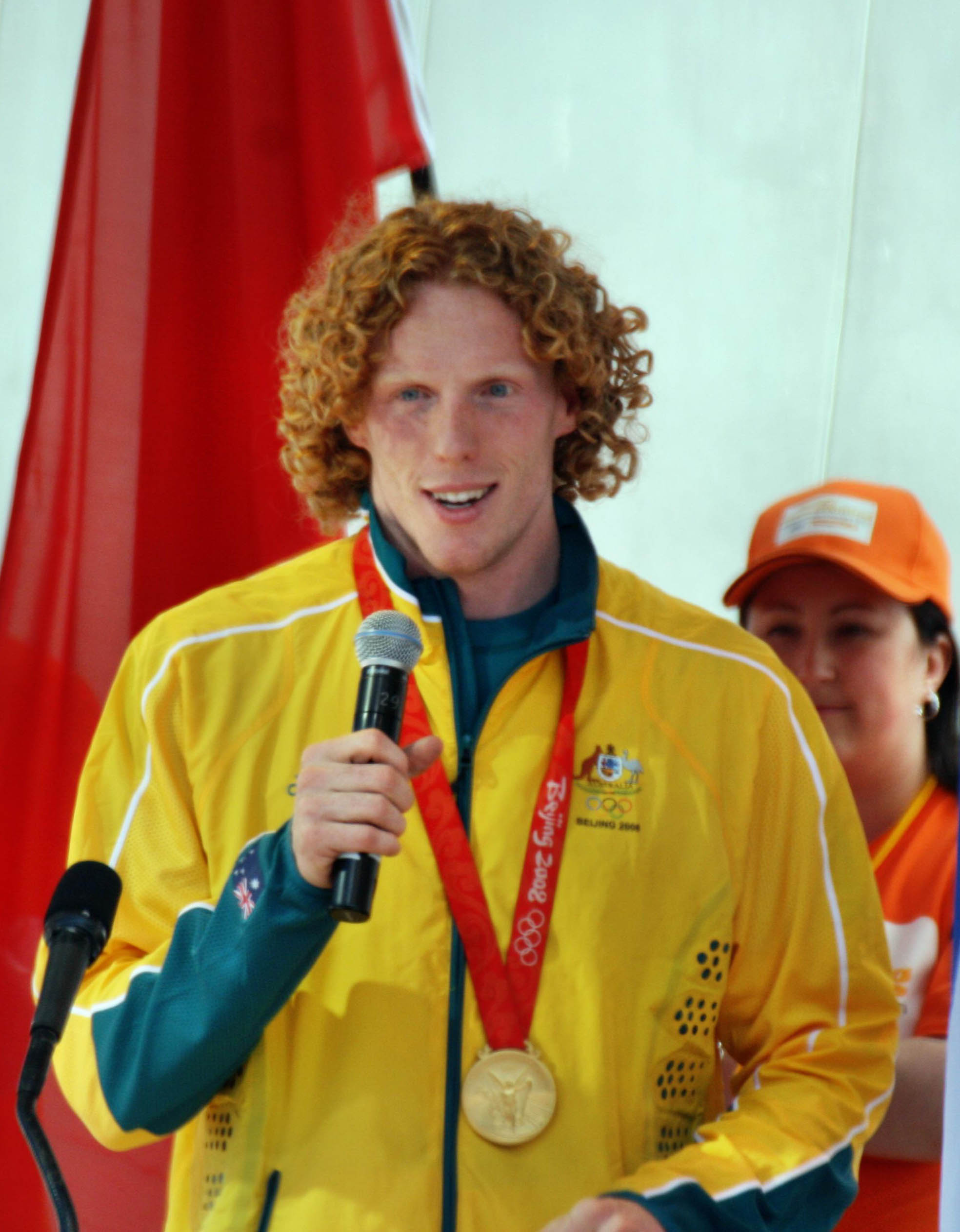
Steve Hooker

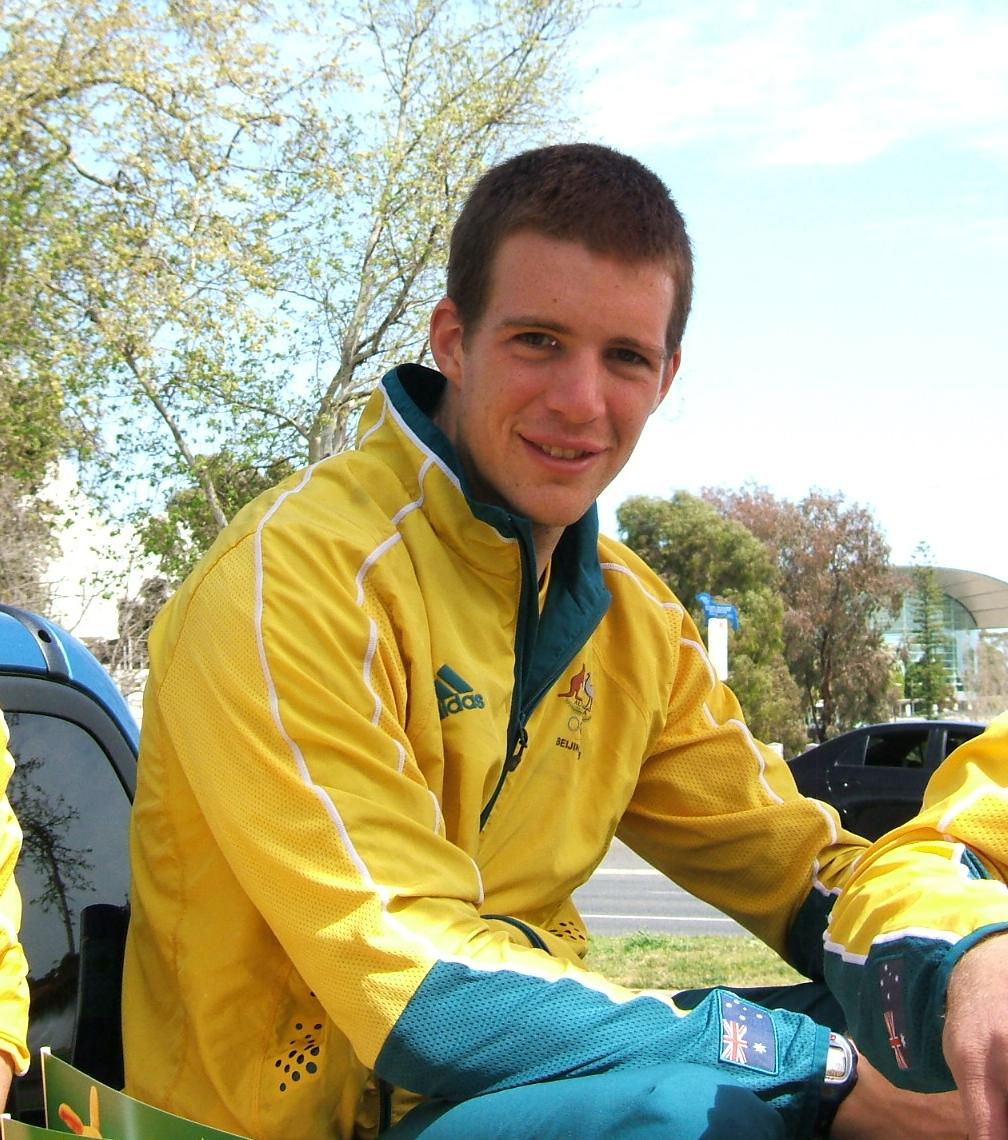
Christopher Morgan

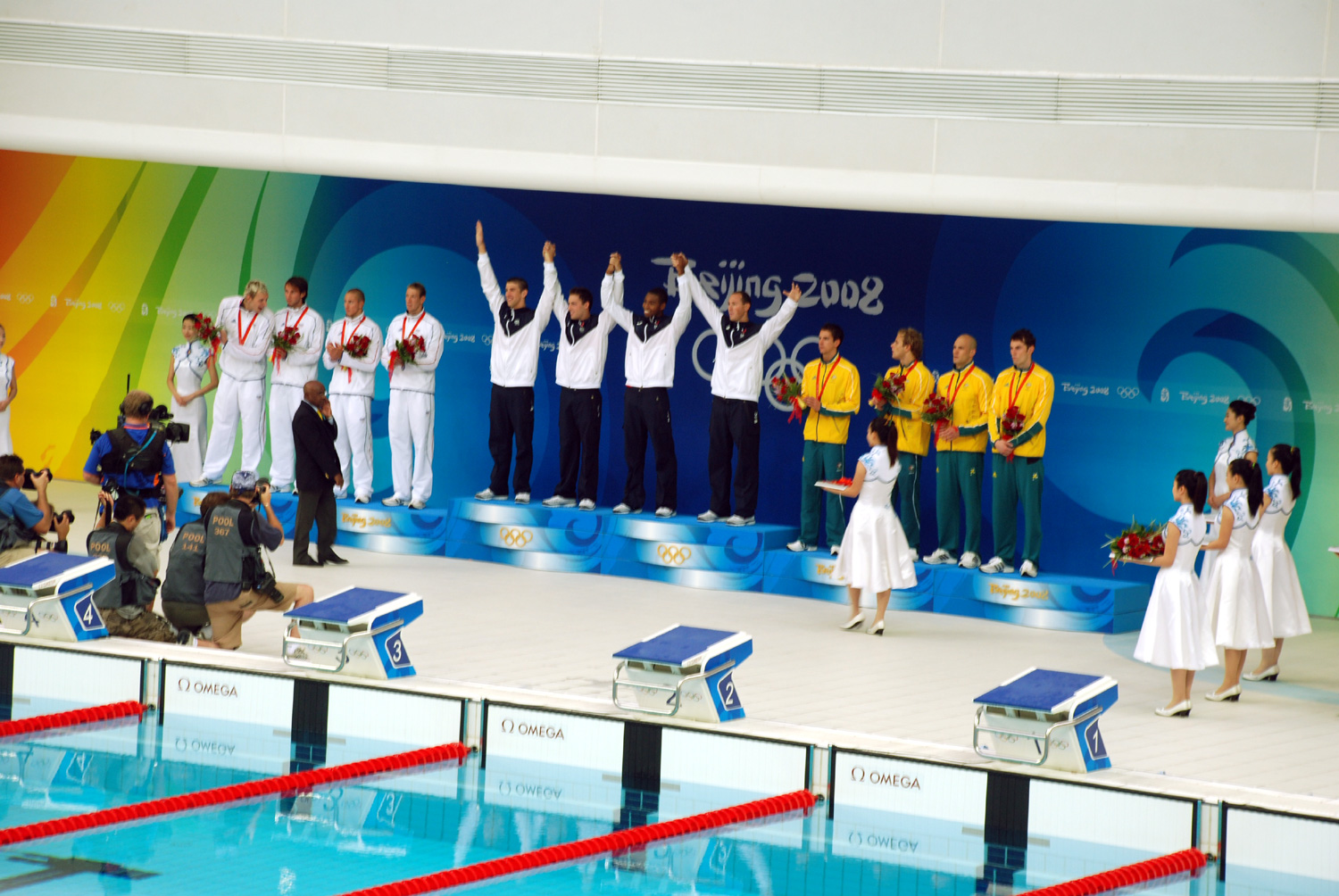
Siegerehrung 4 × 100 m Freistil

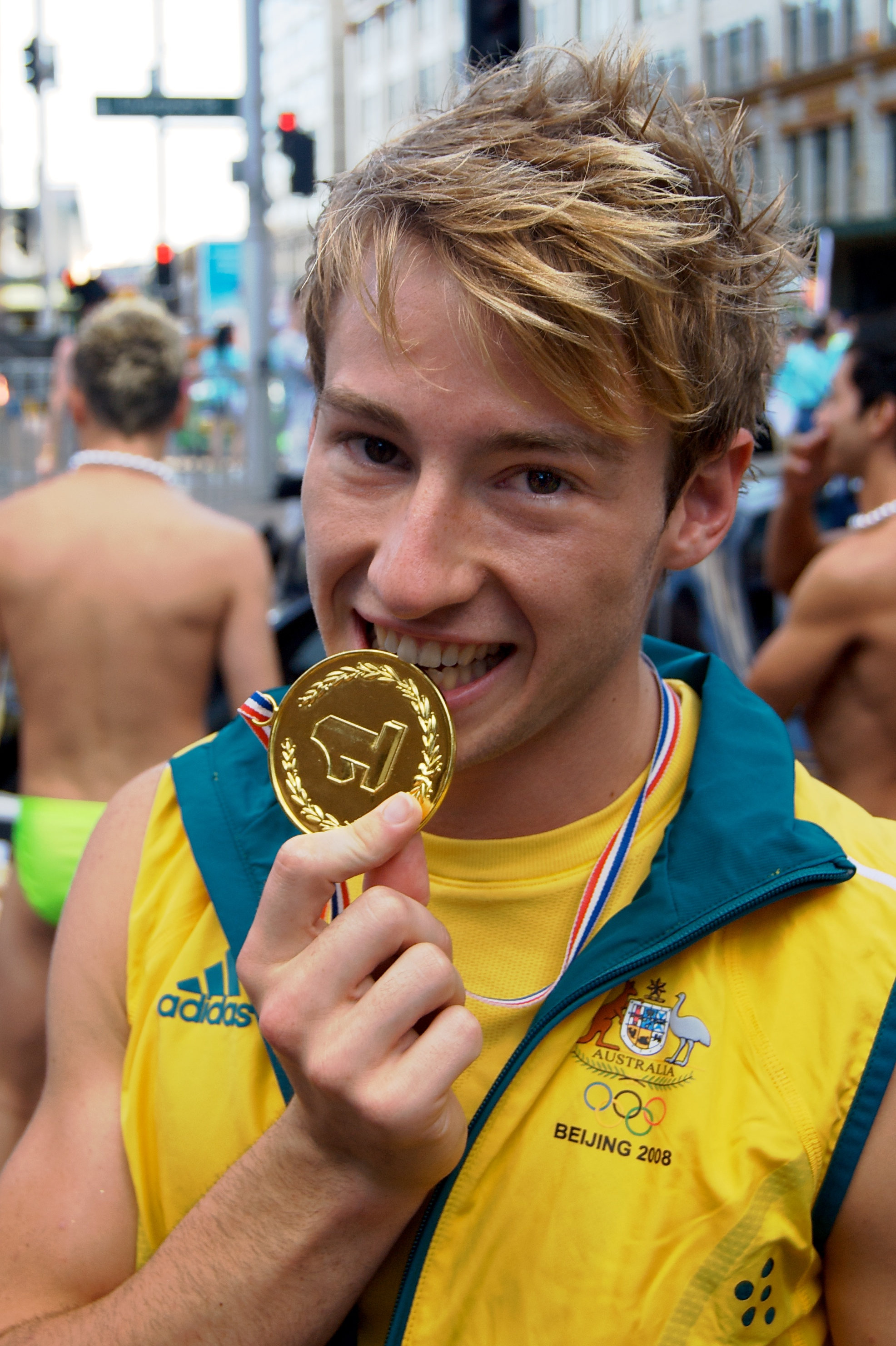
Matthew Mitcham, unmittelbar nach seinem Olympiasieg

- Stuart Gomez

Einzel
1. Runde: 21:19/20:22/15:21-Niederlage gegen den Franzosen Erwin Kehlhoffner
- Ross Smith

Doppel (mit Glenn Warfe)
1. Runde: 13:21/16:21-Niederlage gegen die Polen Michał Łogosz und Robert Mateusiak
- Glenn Warfe

Doppel (mit Ross Smith)
1. Runde: 13:21/16:21-Niederlage gegen die Polen Michał Łogosz und Robert Mateusiak

### Basketball

#### Frauen
| Name            | Nr. | JHG  | KGR    | GEW   | SPL | PKT | REB | ASS |
| --------------- | --- | ---- | ------ | ----- | --- | --- | --- | --- |
| Suzy Batkovic   | 8   | 1981 | 1,96 m | 89 kg | 8   | 95  | 71  | 7   |
| Tully Bevilaqua | 5   | 1972 | 1,65 m | 66 kg | 8   | 16  | 16  | 8   |
| Rohanee Cox     | 14  | 1980 | 1,98 m |       | 8   | 40  | 24  | 2   |
| Hollie Grima    | 9   | 1983 | 1,88 m |       | 8   | 26  | 26  | 3   |
| Kristi Harrower | 10  | 1975 | 1,62 m | 63 kg | 8   | 74  | 31  | 35  |
| Laura Hodges    | 11  | 1983 | 1,88 m |       | 8   | 61  | 23  | 6   |
| Lauren Jackson  | 15  | 1981 | 1,96 m | 85 kg | 8   | 138 | 69  | 7   |
| Erin Phillips   | 4   | 1985 | 1,73 m | 75 kg | 6   | 11  | 9   | 2   |
| Emma Randall    | 13  | 1985 | 1,88 m |       | 7   | 10  | 7   | 2   |
| Jenni Screen    | 6   | 1982 | 1,80 m | 67 kg | 8   | 18  | 20  | 6   |
| Belinda Snell   | 12  | 1981 | 1,80 m |       | 8   | 91  | 47  | 18  |
| Penny Taylor    | 7   | 1981 | 1,83 m | 75 kg | 7   | 68  | 45  | 16  |
Anmerkung: C = Kapitän; JHG = Jahrgang, KGR = Körpergröße, GEW = Gewicht, SPL = absolvierte Spiele, PKT = Punkte, REB = Rebounds, ASS = Assists
Trainer: Jan Stirling
 Rang 2
Vorrunde, Gruppe A
83:64 (19:12/25:16/21:22/18:14)-Sieg gegen  Belarus
Punkte (83): Jackson 18; Batkovic 14; Hodges und Taylor je 12; Harrower 9; Snell 7; Cox 5; Bevilaqua, Grima und Randall je 2
Rebounds (48): Batkovic 12; Jackson 10; Snell und Taylor je 5; Grima, Harrower und Hodges je 3; Cox und Randall je 2; Bevilaqua, Phillips und Screen je 1
Assists (11): Harrower 5; Snell 3; Batkovic, Screen und Taylor je 1
80:65 (29:14/21:15/11:20/19:16)-Sieg gegen  Brasilien
Punkte (80): Hodges 18; Harrower (15); Taylor 11; Batkovic und Jackson je 10; Snell 8; Grima 4; Cox und Screen je 2
Rebounds (41): Taylor 8; Snell 7; Hodges 6; Batkovic, Grima, Harrower und Jackson je 4; Cox, Phillips, Randall und Screen je 1
Assists (13): Harrower 5; Screen und Snell je 2; Batkovic, Hodges, Jackson und Taylor je 1
90:62 (23:14/24:19/26:17/17:12)-Sieg gegen  Südkorea
Punkte (90): Batkovic und Taylor je 18; Jackson 16; Snell 9; Hodges 8; Grima 6; Cox 5; Harrower und Screen je 4; Phillips 2
Rebounds (44): Batkovic 10; Taylor 7; Jackson 6; Grima und Snell je 4; Bevilaqua, Cox und Hodges je 3; Harrower und Screen je 2
Assists (21): Harrower 5; Snell und Taylor je 4; Jackson 3; Batkovis 2; Bevilaqua, Grima und Screen je 1
96:73 (19:18/22:20/35:18/20:17)-Sieg gegen  Lettland
Punkte (96): Jackson 30; Batkovic 18; Taylor 11; Harrower 10; Bevilaqua und Grima je 6; Snell 5; Cox und Hodges je 4; Randall 2
Rebounds (48): Taylor 11; Harrower 6; Cox und Grima je 5; Batkovic 4; Bevilaqua, Hodges, Jackson und Screen je 3; Phillips und Snell je 2; Randall 1
Assists (19): Harrower und Taylor je 4; Bevilaqua 3; Hodges und Snell je 2; Batkovic, Cox, Phillips und Randall je 1
75:55 (15:19/10:18/30:10/20:8)-Sieg gegen  Russland
Punkte (75): Jackson und Snell je 16; Taylor 12; Batkovic 9; Harrower 8; Hodges 6; Cox 5; Bevilaqua 3
Rebounds (53): Jackson 14; Batkovic 10; Snell 9; Cox und Taylor je 6; Bevilaqua, Harrower und Hodges je 2; Grima und Screen je 1
Assists (14): Harrower 7; Snell und Taylor je 2; Batkovi, Bevilaqua und Hodges je 1
Viertelfinale
79:46 (23:10/15:7/23:10/18:19)-Sieg gegen  Tschechien
Punkte (79): Jackson 17; Snell 15; Cox 10; Harrower 9; Batkovic und Taylor je 8; Phillips 3; Bevilaqua, Hodges, Randall und Screen je 2; Grima 1
Rebounds (58): Jackson 12; Batkovic und Snell je 9; Taylor 6; Screen 5; Grima, Harrower, Hodges und Phillips je 3; Bevilaqua und Cox je 2; Randall 1
Assists (14): Harrower 4; Taylor 3; Jackson und Screen je 2; Bevilaqua, Randall und Snell je 1
Halbfinale
90:56 (13:11/21:7/23:21/33:17)-Sieg gegen  China
Punkte (90): Snell 16; Harrower 14; Jackson 11; Batkovic und Hodges je 10; Cox und Screen je 8; Phillips 6; Grima 5; Randall 2
Rebounds (56): Batkovic 13; Jackson 10; Harrower 8; Snell 7; Screen 5; Bevilaqua 4; Cox, Grima, Hodges und Phillips je 2; Randall 1
Assists (13): Harrower und Snell je 4; Bevilaqua, Cox, Hodges, Jackson und Phillips je 1
Finale
65:92 (15:22/15:25/24:22/11:23)-Niederlage gegen die  Vereinigten Staaten
Punkte (65): Jackson 20; Snell 15; Batkovic 8; Taylor 6; Harrower 5; Bevilaqua 3; Grima, Randall und Screen je 2; Cox und Hodges je 1
Rebounds (40): Jackson 10; Batkovic 9; Grima und Snell je 4; Cox und Harrower je 3; Screen und Taylor je 2; Bevilaqua, Hodges und Randall je 1
Assists (7): Grima 2; Batkovic, Bevilaqua, Harrower, Hodges und Taylor je 1

#### Männer
| Name             | Nr. | JHG  | KGR    | GEW    |
| ---------------- | --- | ---- | ------ | ------ |
| David Andersen   | 13  | 1980 | 2,11 m | 113 kg |
| Chris Anstey     | 4   | 1975 | 2,13 m | 115 kg |
| David Barlow     | 10  | 1983 | 2,06 m | 97 kg  |
| Andrew Bogut     | 6   | 1984 | 2,13 m | 118 kg |
| C. J. Bruton     | 9   | 1975 | 1,88 m | 88 kg  |
| Joe Ingles       | 7   | 1987 | 2,03 m | 103 kg |
| Patty Mills      | 5   | 1988 | 1,83 m | 84 kg  |
| Brad Newley      | 8   | 1985 | 2,01 m | 94 kg  |
| Matt Nielsen     | 14  | 1978 | 2,08 m | 106 kg |
| Shawn Redhage    | 15  | 1981 | 2,03 m | 103 kg |
| Glen Saville     | 12  | 1976 | 1,98 m | 97 kg  |
| Mark Worthington | 11  | 1983 | 2,01 m | 107 kg |
Anmerkung: C = Kapitän; JHG = Jahrgang, KGR = Körpergröße, GEW = Gewicht
Cheftrainer: Brian Goorjian; Co-Trainer: Brendan Joyce und Gordon McLeod
Rang 7
Vorrunde, Gruppe A
82:97 (14:21/17:26/22:26/29:24)-Niederlage gegen  Kroatien
Punkte (82): Nielsen 13; Barlow 12; Bogut 10; Mills 9; Ingles 7; Anstey, Newley und Redhage je 6; Bruton 5; Worthington und Andersen je 4
Rebounds (22): Anstey 7; Nielsen 5; Barlow, Bruton und Newley je 2; Andersen, Bogut, Mills und Redhage je 1
Assists (10): Barlow 3; Bogut und Bruton je 2; Andersen, Nielsen und Redhage je 1
68:85 (11:23/18:16/17:24/22:22)-Niederlage gegen  Argentinien
Punkte (68): Mills 22; Newley 11; Andersen 10; Bogut 7; Barlow 6; Nielsen und Saville je 3; Bruton, Ingles und Worthington je 2
Rebounds (29): Andersen 6; Bogut und Worthington je 4; Barlow, Bruton und Nielsen je 3; Mills und Newley je 2; Anstey und Saville je 1
Assists (9): Bogut und Bruton je 2; Andersen, Anstey, Mills, Newley und Redhage je 1
106:86 (28:15/25:14/22:19/31:20)-Sieg gegen den  Iran
Punkte (106): Newley 24; Mills 15; Anstey 13; Andersen und Bogut je 10; Redhage 9; Nielsen 8; Worthington 6; Bruton 5; Barlow, Ingles und Saville je 2
Rebounds (39): Bogut 7; Andersen 5; Mills, Newley, Nielsen und Worthington je 4; Anstey 3; Bruton, Redhage und Saville je 2; Barlow und Ingles je 1
Assists (20): Bruton, Mills und Worthington je 5; Anstey, Ingles, Newley, Nielsen und Saville je 1
95:80 (27:16/22:17/20:22/26:25)-Sieg gegen  Russland
Punkte (95): Bogut und Bruton je 22; Andersen und Nielsen je 11; Newley 9; Anstey 8; Mills und Worthington je 6
Rebounds (36): Bogut 8; Andersen und Worthington je 5; Bruton und Newley je 4; Anstey und Barlow je 3; Mills und Nielsen je 2
Assists (15): Bruton 6; Worthington 3; Bogut 2; Andersen, Barlow, Mills und Nielsen je 1
106:75 (28:14/27:15/30:22/31:24)-Sieg gegen  Litauen
Punkte (106): Bogut 23; Newley 16; Anstey und Mills je 13; Barlow und Saville je 10; Worthington 7; Redhage 5; Bruton 3; Andersen, Ingles und Nielsen je 2
Rebounds (24): Mills 4; Barlow, Nielsen und Worthington je 3; Anstey, Newley, Redhage und Saville je 2; Andersen, Bogut und Bruton je 1
Assists (21): Anstey 4; Bruton, Mills, Newley und Worthington je 3; Nielsen und Saville je 2; Bogut 1
Viertelfinale
85:116 (24:25/19:30/18:34/24:27)-Niederlage gegen die  Vereinigten Staaten
Punkte (85): Mills 20; Saville 13; Ingles 11; Newley 10; Anstey und Nielsen je 7; Barlow 5; Bogut 4; Andersen, Bruton, Redhage und Worthington je 2
Rebounds (28): Worthington 6; Anstey 5; Barlow 4; Andersen und Nielsen je 3; Bogut und Ingles je 2; Bruton, Newley und Saville je 1
Assists (11): Newley 3; Anstey, Mills und Nielsen je 2; Ingles und Saville je 1

### Beachvolleyball

#### Frauen
- Tamsin Barnett und Natalie Cook

Vorrunde, Gruppe C
2:1-Sieg gegen die Russinen Urjadowa und Schirjajewa
2:0-Sieg gegen das georgische Duo Cristine Santanna und Andrezza Martins das Chagas
2:0-Sieg gegen die Brasilianerinnen Ana Paula und Larissa França
Achtelfinale
2:1-Sieg gegen das griechische Duo Efthalia Koutroumanidou und Maria Tsiartsiani
Viertelfinale
0:2-Niederlage gegen Talita und Renata aus Brasilien

#### Männer
- Andrew Schacht und Joshua Slack

Vorrunde, Gruppe C
2:0-Sieg gegen Renato Gomes und Jorge Terceiro aus Georgien
2:0-Sieg gegen Emanuel Fernandes und Morais Abreu aus Angola
0:2-Niederlage gegen die Brasilianer Ricardo Santos und Emanuel Rego
Achtelfinale
0:2-Niederlage gegen die Niederländer Reinder Nummerdor und Richard Schuil

### Bogenschießen

#### Frauen
- Alexandra Feeney

Einzel
Qualifikation: 294 Ringe + 286 Ringe = 580 Ringe, Rang 59
64er-Runde: 101:104-Niederlage gegen Yuan Shu-chi aus Taiwan
- Jane Waller

Einzel
Qualifikation: 312 Ringe + 322 Ringe = 634 Ringe, Rang 28
64er-Runde: 100:106-Niederlage gegen die Indierin Pranitha Vardhineni

#### Männer
- Matthew Gray

Einzel
Qualifikation: 654 Ringe, Rang 39
64er-Runde: 101:109-Niederlage gegen Cheng Chu Sian aus Malaysia
Mannschaft (mit Sky Kim und Michael Naray)
Qualifikation: 654 Ringe (MG) + 665 Ringe (SK) + 658 Ringe (MN) = 1977 Ringe, Rang 9
Vorrunde: 218:223-Niederlage gegen die Polen Rafał Dobrowolski, Piotr Piątek und Jacek Proć
- Sky Kim

Einzel
Qualifikation: 665 Ringe, Rang 14
64er-Runde: 112:100-Sieg gegen Romain Girouille aus Frankreich
32er-Runde: 110:111-Niederlage gegen den Polen Jacek Proć
Mannschaft (mit Matthew Gray und Michael Naray)
Qualifikation: 654 Ringe (MG) + 665 Ringe (SK) + 658 Ringe (MN) = 1977 Ringe, Rang 9
Vorrunde: 218:223-Niederlage gegen die Polen Rafał Dobrowolski, Piotr Piątek und Jacek Proć
- Michael Naray

Einzel
Qualifikation: 658 Ringe, Rang 30
64er-Runde: 108:106-Sieg gegen den Franzosen Jean-Charles Valladont
32er-Runde: 105:115-Niederlage gegen den späteren Olympiasieger Wiktor Ruban aus der Ukraine
Mannschaft (mit Matthew Gray und Sky Kim)
Qualifikation: 654 Ringe (MG) + 665 Ringe (SK) + 658 Ringe (MN) = 1977 Ringe, Rang 9
Vorrunde: 218:223-Niederlage gegen die Polen Rafał Dobrowolski, Piotr Piątek und Jacek Proć

### Boxen
- Dan Beahan

Superschwergewicht (über 91 kg)
Niederlage gegen den Kasachen Ruslan Myrsatajew
- Luke Boyd

Bantamgewicht (bis 54 kg)
32er-Runde: 8:18-Niederlage gegen Khumiso Ikgopoleng aus Botswana
- Jarrod Fletcher

Mittelgewicht (bis 75 kg)
32er-Runde: 4:17-Niederlage gegen Emilio Correa Bayeux aus Kuba
- Todd Kidd

Halbweltergewicht (bis 64 kg)
32er-Runde: 14:2-Sieg gegen Julius Indongo aus Namibia
Achtelfinale: 3:11-Niederlage gegen den Russen Alexei Wiktorowitsch Tischtschenko
- Anthony Little

Leichtgewicht (bis 60 kg)
32er-Runde: 9:13-Niederlage gegen den späteren Silbermedaillengewinner Khedafi Djelkhir aus Frankreich
- Gerard O’Mahony

Weltergewicht (bis 69 kg)
32er-Runde: 2:7-Niederlage gegen den Rumänen Vitalie Grușac
- Brad Pitt

Schwergewicht (bis 91 kg)
Achtelfinale: 6:11-Niederlage gegen den Marokkaner Mohamed Arjaoui
- Stephen Sutherland

Fliegengewicht (bis 51 kg)
32er-Runde: 2:14-Niederlage gegen Walid Cherif aus Tunesien

### Fechten

#### Frauen
- Jo Halls

Florett Einzel
64er-Runde: 13:15-Niederlage gegen die Kubanerin Misleydis Compañy
- Amber Parkinson

Degen Einzel
32er-Runde: 9:15-Niederlage gegen die Japanerin Megumi Harada

### Fußball
Männerturnier
| Name                  | Nr. | JHG  | KGR    | GEW   | POS |
| --------------------- | --- | ---- | ------ | ----- | --- |
| Mark Bridge           | 9   | 1985 | 1,79 m | 80 kg | S   |
| David Carney          | 11  | 1983 | 1,81 m | 78 kg | M   |
| Billy Celeski         | 16  | 1985 | 1,77 m | 74 kg | M   |
| Adam Federici         | 1   | 1985 | 1,88 m | 90 kg | T   |
| Neil Kilkenny         | 7   | 1985 | 1,77 m | 70 kg | M   |
| Adrian Leijer         | 3   | 1986 | 1,86 m |       | A   |
| Trent McClenahan      | 12  | 1985 | 1,80 m | 74 kg | A   |
| Mark Milligan         | 4   | 1985 | 1,78 m | 80 kg | A   |
| Stuart Musialik       | 8   | 1985 | 1,70 m | 70 kg | M   |
| Jade North            | 2   | 1982 | 1,80 m | 78 kg | A   |
| Nikita Rukavytsya     | 17  | 1987 | 1,83 m | 77 kg | S   |
| Kristian Sarkies      | 15  | 1986 | 1,70 m | 70 kg | M   |
| Matt Simon            | 21  | 1986 | 1,88 m | 78 kg | S   |
| Matthew Spiranovic    | 5   | 1988 | 1,92 m | 85 kg | A   |
| Archie Thompson       | 10  | 1978 | 1,74 m | 70 kg | S   |
| Nikolai Topor-Stanley | 6   | 1985 | 1,89 m | 86 kg | A   |
| James Troisi          | 14  | 1988 | 1,77 m | 76 kg | M   |
| Tando Velaphi         | 18  | 1987 | 1,86 m |       | T   |
| Ruben Zadkovich       | 13  | 1986 | 1,81 m | 74 kg | M   |
Anmerkung: C = Kapitän; JHG = Jahrgang, KGR = Körpergröße, GEW = Gewicht, POS = Position (A = Abwehr, M = Mittelfeld, S = Sturm)
Cheftrainer: Graham Arnold
Vorrunde, Gruppe A
 Serbien: 1:1; Torschütze: Ruben Zadkovich 1:0 (69. Min.)
 Argentinien: 0:1
 Elfenbeinküste: 0:1

### Gewichtheben

#### Frauen
- Deborah Lovely

Klasse über 75 kg (94,19 kg)
Rang 6
Reißen 113 kg + Stoßen 135 kg = gesamt 248 kg

#### Männer
- Damon Kelly

Klasse über 105 kg (154,15 kg)
Rang 9
Reißen 165 kg + Stoßen 221 kg = gesamt 386 kg

### Hockey

#### Frauenturnier
Das australische Frauenteam hatte sich während des Oceania Cups vom 10. bis 17. September 2007 im australischen Buderim für das olympische Turnier qualifiziert.
| Name               | Nr. | Jg.  | Größe  | Gewicht | Tore |
| ------------------ | --- | ---- | ------ | ------- | ---- |
| Nicole Arrold      | 14  | 1981 | 1,66 m | 63 kg   |      |
| Teneal Attard      | 29  | 1985 | 1,61 m | 59 kg   |      |
| Madonna Blyth      | 12  | 1985 | 1,65 m | 60 kg   | 1    |
| Toni Cronk (TW)    | 1   | 1980 | 1,70 m | 60 kg   |      |
| Casey Eastham      | 4   | 1989 | 1,68 m | 61 kg   | 4    |
| Emily Halliday     | 11  | 1979 | 1,69 m | 63 kg   | 1    |
| Kate Hollywood     | 10  | 1986 | 1,64 m | 56 kg   |      |
| Nikki Hudson       | 32  | 1976 | 1,65 m | 54 kg   | 3    |
| Rachel Imison (TW) | 17  | 1978 | 1,67 m | 69 kg   |      |
| Fiona Johnson      | 16  | 1983 |        |         |      |
| Angie Lambert      | 24  | 1981 | 1,81 m | 68 kg   | 3    |
| Shelly Liddelow    | 13  | 1984 | 1,70 m | 70 kg   | 2    |
| Kobie McGurk       | 15  | 1985 | 1,68 m | 61 kg   |      |
| Hope Munro         | 28  | 1981 | 1,60 m | 57 kg   | 1    |
| Megan Rivers       | 6   | 1980 | 1,64 m | 65 kg   | 1    |
| Sarah Taylor       | 30  | 1981 | 1,74 m | 62 kg   | 3    |
| Melanie Twitt      | 25  | 1977 | 1,52 m | 52 kg   |      |
| Kim Walker         | 7   | 1975 | 1,61 m | 58 kg   |      |
Anmerkung: TW = Torwart; C = Co-Kapitän
Trainer: Frank Murray
Rang 5
Vorrunde, Gruppe A
5:4 (1:4)-Sieg gegen  Südkorea
Tore: 1:1 (25. Min.) Liddelow, 2:4 (47.) Hudson, 3:4 (50.) Liddelow, 4:4 (56.) Young, 5:4 (65.) Eastham
6:1 (1:1)-Sieg gegen  Spanien
Tore: 1:1 (27. Min.) Lambert, 2:1 (47.) Hudson, 3:1 (54.) Eastham, 4:1 (60.) Lambert, 5:1 (66.) Halliday, 6:1 (70.) Rivers
3:0 (1:0)-Sieg gegen  Südafrika
Tore: 1:0 (10. Min.) Hudson, 2:0 (44.) Lambert, 3:0 (62.) Eastham
1:2 (1:1)-Niederlage gegen die  Niederlande
Tore: 1:0 (17. Min.) Young
2:2 (0:1) gegen  China
Tore: 1:2 (51. Min.) Eastham, 2:2 (62.) Young
Spiel um Platz 5
2:0 (1:0)-Sieg gegen das  Vereinigte Königreich
Tore: 1:0 (29. Min.) Blyth, 2:0 (68.) Munro

##### Schiedsrichterinnen
Julie Ashton-Lucy
Vorrunde
 Niederlande –  Südkorea 3:2
 Südkorea –  Volksrepublik China 1:6
 Argentinien –  Vereinigte Staaten 2:2
 Neuseeland –  Vereinigtes Königreich 1:2
 Deutschland –  Japan 1:0
Finalrunde
 Deutschland –  Volksrepublik China 2:3 / Halbfinale
 Deutschland –  Argentinien 1:3 / Spiel um Platz 3
Lisa Roach
Vorrunde
 Niederlande –  Südafrika 6:0
 Vereinigte Staaten –  Japan 1:1
 Deutschland –  Argentinien 0:4
 Vereinigtes Königreich –  Vereinigte Staaten 0:0
Platzierungsspiele
 Südkorea –  Japan 2:1
Minka Woolley
Vorrunde
 Volksrepublik China –  Südafrika 3:0
 Niederlande –  Spanien 2:0
 Japan –  Neuseeland 2:1
 Vereinigtes Königreich –  Japan 2:1
Platzierungsspiele
 Spanien –  Vereinigte Staaten 3:2

#### Männerturnier
Wie das australische Frauenteam hatte sich auch das Männerteam während des Oceania Cups vom 10. bis 17. September 2007 im australischen Buderim für das olympische Turnier qualifiziert.

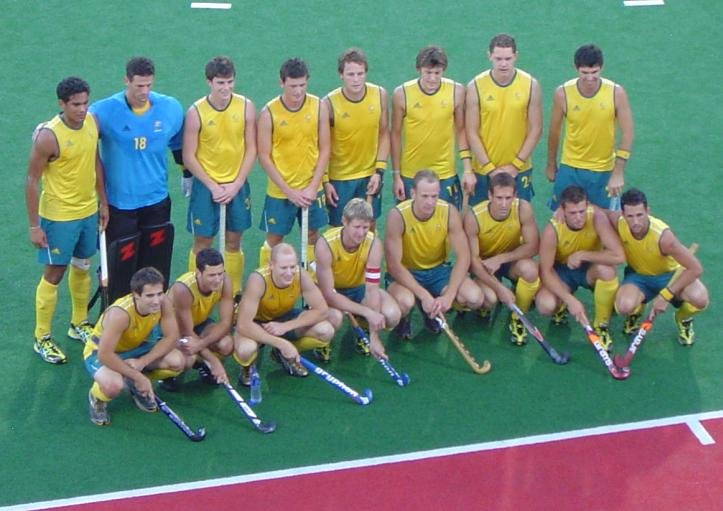
Das australische Herren-Team

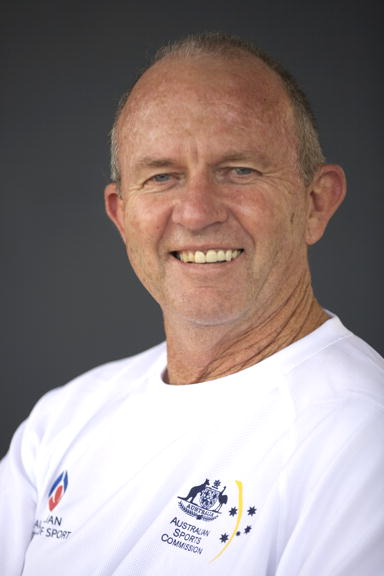
Trainer Barry Dancer

| Name                 | Nr. | Jg.  | Größe  | Gewicht | Tore |
| -------------------- | --- | ---- | ------ | ------- | ---- |
| Des Abbott           | 32  | 1986 | 1,84 m | 87 kg   | 6    |
| Travis Brooks        | 24  | 1980 | 1,86 m | 79 kg   | 1    |
| Kiel Brown           | 28  | 1984 | 1,72 m | 72 kg   |      |
| Liam De Young        | 2   | 1981 | 1,79 m | 75 kg   |      |
| Luke Doerner         | 13  | 1979 | 1,92 m | 90 kg   | 2    |
| Jamie Dwyer          | 1   | 1979 | 1,72 m | 68 kg   | 4    |
| Bevan George         | 15  | 1977 | 1,90 m | 87 kg   | 1    |
| David Guest          | 12  | 1981 | 1,77 m | 75 kg   | 2    |
| Rob Hammond          | 6   | 1981 | 1,76 m | 75 kg   | 1    |
| Fergus Kavanagh      | 31  | 1985 | 1,82 m | 75 kg   | 2    |
| Mark Knowles         | 9   | 1984 | 1,83 m | 74 kg   |      |
| Stephen Lambert (TW) | 18  | 1979 | 1,88 m | 87 kg   |      |
| Eli Matheson         | 19  | 1983 | 1,75 m | 70 kg   | 4    |
| Stephen Mowlam (TW)  | 30  | 1976 | 1,82 m | 73 kg   |      |
| Eddie Ockenden       | 11  | 1987 | 1,80 m | 73 kg   | 6    |
| Grant Schubert       | 14  | 1980 | 1,80 m | 82 kg   | 3    |
| Andrew Smith         | 17  | 1978 | 1,91 m | 89 kg   |      |
| Matthew Wells        | 23  | 1978 | 1,84 m | 77 kg   |      |
Anmerkung: TW = Torwart; C = Kapitän
Trainer: Barry Dancer
Rang 3 
Vorrunde, Gruppe B: Rang 2, für die Halbfinalspiele qualifiziert
06:1 (3:0)-Sieg gegen  Kanada
Tore: 1:0 (15. Min.) Abbott, 2:0 (16.) Abbott, 3:0 (22.) Kavanagh, 4:1 (48.) Ockenden, 5:1 (54.) Abbott, 6:1 (57.) Schubert
10:0 (5:0)-Sieg gegen  Südafrika
Tore: 1:0 (2. Min.) Dwyer, 2:0 (14.) Matheson, 3:0 (27.) Schubert, 4:0 (29.) Matheson, 5:0 (35+) Guest,
000006:0 (38.) Guest, 7:0 (42.) Dwyer, 8:0 (47.) Kavanagh, 9:0 (57.) Matheson, 10:0 (67.) Abbott
03:1 (1:1)-Sieg gegen  Pakistan
Tore: 1:1 (20. Min.) Schubert, 1:2 (41.) Dwyer, 1:3 (59.) Brooks
02:2 (0:0) gegen die  Niederlande
Tore: 1:1 (58. Min.) Ockenden, 2:1 (61.) Doerner
03:3 (0:1) gegen das  Vereinigte Königreich
Tore: 1:1 (40. Min.) George, 2:1 (45.) Dwyer, 3:3 (68.) Ockenden
Halbfinale
2:3 (1:0)-Niederlage gegen  Spanien
Tore: 1:0 (1. Min.) Abbott, 2:0 (37.) Ockenden
Spiel um Platz 3
6:2 (4:2)-Sieg gegen die  Niederlande
Tore: 1:0 (5. Min.) Ockenden, 2:0 (6.) Ockenden, 3:0 (9.) Abbott, 4:2 (28.) Matheson, 5:2 (42.) Hammond, 6:2 (62.) Doerner

##### Schiedsrichter
David Gentles
Vorrunde
 Südkorea –  Neuseeland 1:3
 Deutschland –  Belgien 1:1
 Spanien –  Volksrepublik China 2:1
 Deutschland –  Spanien 1:0
 Deutschland –  Neuseeland 3:1
Finalrunde
 Niederlande –  Deutschland 1:1, 3:4 n. P. / Halbfinale
 Deutschland –  Spanien 1:0 / Finale
Murray Grime
Vorrunde
 Spanien –  Belgien 4:2
 Neuseeland –  Volksrepublik China 2:2
 Volksrepublik China –  Belgien 1:3
 Niederlande –  Vereinigtes Königreich 1:0
 Niederlande –  Kanada 4:2
Platzierungsspiele
 Südkorea –  Vereinigtes Königreich 2:5 / Spiel um Platz 5

### Judo

#### Frauen
- Catherine Arlove

Halbmittelgewicht (bis 63 kg)
1. Runde: 0000:1000-Niederlage gegen Daniela Krukower aus Argentinien
- Tiffany Day

Superleichtgewicht (bis 48 kg)
1. Runde: ––
Achtelfinale: 0000:1000-Niederlage gegen Paula Pareto aus Argentinien
- Stephanie Grant

Halbschwergewicht (bis 78 kg)
1. Runde: ––
Achtelfinale: 0000:1000-Niederlage gegen die Kanadierin Marylise Lévesque
- Maria Pekli

Leichtgewicht (bis 57 kg)
1. Runde: ––
Achtelfinale: 0101:0100-Sieg gegen die Ungarin Bernadett Baczkó
Viertelfinale: 1011:0000-Sieg gegen Nesria Jelassi aus tunesien
Halbfinale: 0002:0010-Niederlage gegen die Italienerin Giulia Quintavalle
- Kristie-Anne Ryder

Halbleichtgewicht (bis 52 kg)
1. Runde: ––
Achtelfinale: 0000:1000-Niederlage gegen Ilse Heylen aus Belgien
- Janelle Sheperd

Schwergewicht (über 78 kg)
1. Runde: 0001:0000-Sieg gegen die Italienerin Michela Torrenti
Achtelfinale: 0110:0000-Sieg gegen Sandra Köppen aus Deutschland
Viertelfinale: 0000:1000-Niederlage gegen die Kubanerin Idalys Ortíz

#### Männer
- Mark Anthony

Halbmittelgewicht (bis 81 kg)
1. Runde: ––
2. Runde: 0000:1010-Niederlage gegen Mario Valles aus Kolumbien
- Steven Brown

Halbleichtgewicht (bis 66 kg)
1. Runde: ––
2. Runde: 0000:1010-Niederlage gegen den Algerier Mounir Benamadi
- Matt Celotti

Halbschwergewicht (bis 100 kg)
1. Runde: 0000:0010-Niederlage gegen den Kubaner Oreidis Despaigne
- Matthew D’Aquino

Superleichtgewicht (bis 60 kg)
1. Runde: ––
2. Runde: 0000:1000-Niederlage gegen Lavrentios Alexanidis aus Griechenland
- Dennis Iverson

Leichtgewicht (bis 73 kg)
1. Runde: 0000:1000-Niederlage gegen Sezer Huysuz aus der Türkei
- Daniel Kelly

Mittelgewicht (bis 90 kg)
1. Runde: 0000:0010-Niederlage gegen den Japaner Hiroshi Izumi
- Semir Pepic

Schwergewicht (über 100 kg)
1. Runde: ––
2. Runde: 0000:0020-Niederlage gegen Eldos Ichsangalijew aus Kasachstan

### Kanu

#### Kanurennsport

##### Frauen
- Hannah Davis

Zweier-Kajak (K2) 500 m, mit Lyndsie Fogarty
Rang 6
Vorläufe, Lauf 2: 1:45,124 min, Rang 3, direkt für den Finallauf qualifiziert
Finale: 1:43,969 min
Vierer-Kajak (K4) 500 m, mit Lyndsie Fogarty, Lisa Oldenhof und Chantal Meek
 Rang 3
Vorläufe, Lauf 2: 1:36,516 min, direkt für den Finallauf qualifiziert
Finale: 1:34,704 min
- Lyndsie Fogarty

Zweier-Kajak (K2) 500 m, mit Hanna Davis
Rang 6
Vorläufe, Lauf 2: 1:45,124 min, Rang 3, direkt für den Finallauf qualifiziert
Finale: 1:43,969 min
Vierer-Kajak (K4) 500 m, mit Hannah Davis, Lisa Oldenhof und Chantal Meek
 Rang 3
Vorläufe, Vorlauf 2: 1:36,516 min, direkt für den Finallauf qualifiziert
Finale: 1:34,704 min
- Chantal Meek

Einer-Kajak (K1) 500 m
Vorläufe, Lauf 1: 1:53,374 min, Rang 5, für die Halbfinalläufe qualifiziert
Halbfinale 1: 1:54,876 min, Rang 6
Vierer-Kajak (K4) 500 m, mit Hannah Davis, Lyndsie Fogarty und Lisa Oldenhof
 Rang 3
Vorläufe, Lauf 2: 1:36,516 min, direkt für den Finallauf qualifiziert
Finale: 1:34,704 min
- Lisa Oldenhof

Vierer-Kajak (K4) 500 m, mit Hannah Davis, Lyndsie Fogarty und Chantal Meek
 Rang 3
Vorläufe, Vorlauf 2: 1:36,516 min, direkt für den Finallauf qualifiziert
Finale: 1:34,704 min

##### Männer
- Jacob Clear

Zweier-Kajak (K2) 500 m, mit Clint Robinson
Vorläufe, Lauf 1: 1:31,712 min, Rang 6, für den Halbfinallauf qualifiziert
Halbfinale: 1:33,839 min, Rang 7
- Torsten Lachmann

Einer-Canadier (C1) 500 m
Vorläufe, Lauf 1: 2:00,594 min, Rang 7, für die Halbfinalläufe qualifiziert
Halbfinale, Lauf 2: 1:59,119 min, Rang 7
- Clint Robinson

Zweier-Kajak (K2) 500 m, mit Jacob Clear
Vorläufe, Lauf 1: 1:31,712 min, Rang 6, für den Halbfinallauf qualifiziert
Halbfinale: 1:33,839 min, Rang 7
Vierer-Kajak (K4) 1000 m, mit Tony Schumacher, Dave Smith und Tate Smith
Vorläufe, Lauf 1: 3:00,920 min, Rang 5, für den Halbfinallauf qualifiziert
Halbfinale: 3:02,743 min, Rang 4
- Tony Schumacher

Vierer-Kajak (K4) 1000 m, mit Clint Robinson, Dave Smith und Tate Smith
Vorläufe, Lauf 1: 3:00,920 min, Rang 5, für den Halbfinallauf qualifiziert
Halbfinale: 3:02,743 min, Rang 4
- Dave Smith

Vierer-Kajak (K4) 1000 m, mit Clint Robinson, Tony Schumacher und Tate Smith
Vorläufe, Lauf 1: 3:00,920 min, Rang 5, für den Halbfinallauf qualifiziert
Halbfinale: 3:02,743 min, Rang 4
- Tate Smith

Vierer-Kajak (K4) 1000 m, mit Clint Robinson, Tony Schumacher und Dave Smith
Vorläufe, Lauf 1: 3:00,920 min, Rang 5, für den Halbfinallauf qualifiziert
Halbfinale: 3:02,743 min, Rang 4
- Ken Wallace

Einer-Kajak (K1) 500 m
 Rang 1
Vorläufe, Lauf 3: 1:36,208 min, Rang 2, für die Halbfinalläufe qualifiziert
Halbfinale, Lauf 1: 1:43,340 min, Rang 3, für den Finallauf qualifiziert
Finale: 1:37,252 min

#### Kanuslalom

##### Frauen
- Jacqueline Lawrence

Kajak-Einer
 Rang 2
Vorläufe: 103,18 + 96,95 s = 200,13 s, Rang 7, für die Halbfinalläufe qualifiziert
Halbfinale: 99,40 s + 4,00 Strafsekunden = 103,40 s, Rang 4, für die Finalläufe qualifiziert
Finale: 103,54 s, gesamt = 206,94 s

##### Männer
- Robin Bell

Canadier-Einer
 Rang 3
Vorläufe: 88,86 s + 87,59 s = 176,45 s, Rang 7, für die Halbfinalläufe qualifiziert
Halbfinale: 91,16 s, Rang 5, für die Finalläufe qualifiziert
Finale: 89,43 s, gesamt = 180,59 s
- Mark Bellofiore

Canadier-Zweier, mit Lachlan Milne
Vorläufe: 104,61 s + 98,21 s = 202,82 s, Rang 9, für die Halbfinalläufe qualifiziert
Halbfinale: 104,17 s, Rang 7
- Warwick Draper

Kajak-Einer
Rang 5
Vorläufe: 86,28 s + 86,30 s = 172,58 s, Rang 10, für die Halbfinalläufe qualifiziert
Halbfinale: 86,09 s, Rang 2, für die Finalläufe qualifiziert
Finale: 91,76 s, gesamt = 177,85 s
- Lachlan Milne

Canadier-Zweier, mit Mark Bellofiore
Vorläufe: 104,61 s + 98,21 s = 202,82 s, Rang 9, für die Halbfinalläufe qualifiziert
Halbfinale: 104,17 s, Rang 7

### Leichtathletik

#### Frauen
- Alana Boyd

Stabhochsprung
Qualifikation, Gruppe B: 4,30 m, Rang 8
4,00 m: ausgelassen
4,15 m: ausgelassen
4,30 m: o
4,40 m: x x x
- Lisa Corrigan

1500 m
Vorrunde, Lauf 2: 4:16,32 min, Rang 9
- Sarah Jamieson

1500 m
Vorrunde, Lauf 1: 4:06,64 min, Rang 5
- Benita Johnson

Marathon
Rang 21
2:32:06 h (+ 5:22 min)
- Tamsyn Lewis

400 m
Vorrunde, Lauf 4: 52,38 s (+ 1,38 s), Rang 4
800 m
Vorrunde, Lauf 4: 1:59,67 min (+ 0,76 s), Rang 4, für die Halbfinalläufe qualifiziert
Halbfinale, Lauf 1: 2:01,41 min (+ 3,10 s), Rang 8
- Donna MacFarlane

3000 m Hindernis
Vorrunde, Lauf 3: 9:32,05 min (+ 10,74 s), Rang 8
- Sally McLellan

100 m Hürden
 Rang 2
Vorrunde, Lauf: 12,83 s, Rang 2, für die Halbfinalläufe qualifiziert
Halbfinale, Lauf 1: 12,70 s, Rang 4, für das Finale qualifiziert
Finale: 12,64 s (+ 0,10 s)
- Victoria Mitchell

3000 m Hindernis
Vorrunde, Lauf 1: 9:47,88 min (+ 32,71 s), Rang 13
- Dani Samuels

Diskuswurf
Rang 8
Qualifikation, Gruppe A: 61,72 m, Rang 4, für das Finale qualifiziert
1. Wurf: ungültig
2. Wurf: ungültig
3. Wurf: 61,72 m
Finale: 60,15 m
1. Wurf: 57,14 m
2. Wurf: ungültig
3. Wurf: 60,15 m
- Jane Saville

20 km Gehen
Rang 20
1:31:17 h (+ 4:46 min)
- Kate Smyth

Marathon
Rang 44
2:36:10 h (+ 9:26 min)
- Bronwyn Thompson

Weitsprung
Qualifikation, Gruppe B: 6,53 m, Rang 7
1. Sprung: ungültig
2. Sprung: 6,53 m
3. Sprung: ungültig
- Kellie Wapshott

20 km Gehen
Rang 40
1:37:59 h (+ 11:28 min)
- Lisa Jane Weightman

Marathon
Rang 33
2:34:16 h (+ 7:32 min)
- Kylie Wheeler

Siebenkampf
Rang 9
100 m Hürden: 13,68 s = 1024 Punkte, Rang 16
Hochsprung: 1,89 m = 1093 Punkte; gesamt 2117 Punkte, Rang 3
Kugelstoßen: 13,06 m = 731 Punkte; gesamt 2848 Punkte, Rang 8
200 m: 24,28 s = 954 Punkte; gesamt 3802 Punkte, Rang 8
Weitsprung: 6,11 m = 883 Punkte; gesamt 4685 Punkte, Rang 9
Speerwurf: 43,81 m (persönliche Bestleistung) = 741 Punkte; gesamt 5426 Punkte, Rang 8
800 m: 2:11,49 min = 943 Punkte; insgesamt 6369 Punkte (persönliche Bestleistung)
Anmerkung: im Hochsprung, Kugelstoßen, Weitsprung und Speerwurf ist jeweils nur das beste Ergebnis angegeben.
- Claire Woods

20 km Gehen
Rang 28
1:33:02 h (+ 6:31 min), persönliche Bestleistung eingestellt

#### Männer
- Youcef Abdi

3000 m Hindernis
Rang 6
Vorläufe, Lauf 2: 8:17,97 min = persönliche Bestleistung, Rang 6, für das Finale qualifiziert
Finale: 8:16,36 min = persönliche Bestleistung
- Luke Adams

20 km Gehen
Rang 6
1:19:57 h (+ 56 s)
50 km Gehen
Rang 10
3:47:45 h = persönliche Bestleistung (+ 10:36 min)
- Justin Anlezark

Kugelstoßen
Qualifikation, Gruppe B: 19,91 m, Rang 7
1. Stoß: 19,91 m
2. Stoß: 19,75 m
3. Stoß: ungültig
- Jarrod Bannister

Speerwurf
Rang 6
Qualifikation, Gruppe A: 79,79 m, Rang 5, für das Finale qualifiziert
1. Wurf: 79,79 m
2. Wurf: ungültig
3. Wurf: 77,40 m
Finale: 83,45 m
1. Wurf: 83,45 m
2. Wurf: 80,59 m
3. Wurf: 82,20 m
4., 5. und 6. Wurf: keine gültige Weite
- Collis Birmingham

5000 m
Vorläufe, Lauf 1: 13:44,90 min (+ 7,54 s), Rang 10
- Paul Burgess

Stabhochsprung
Qualifikation, Gruppe A: 5,55 m, Rang 7
5,15 m: ausgelassen
5,30 m: ausgelassen
5,45 m: o
5,55 m: x o
5,65 m: x x x
- Chris Erickson

20 km Gehen
zwei Verwarnungen für Verlust des Bodenskontakts und eine Verwarnung für fehlende Kniestreckung; disqualifiziert
- Benn Harradine

Diskuswurf
Qualifikation, Gruppe A: 58,55 m, Rang 17
1. Wurf: 58,55 m
2. Wurf: 57,50 m
3. Wurf: 57,91 m
- Clinton Hill

4 × 400 m
Rang 5
Vorläufe, Lauf 1: 3:00,68 min = Saisonbestleistung, Rang 3, für das Finale qualifiziert
Joel Milburn, Mark Ormrod, John Steffensen und Clinton Hill
Finale: 3:00,02 min = Saisonbestleistung (+ 4,63 s)
Sean Wroe, John Steffensen, Clinton Hill und Joel Milburn
- Steve Hooker Steve Hooker

Stabhochsprung
 Rang 1
Qualifikation, Gruppe B: 5,65 m, Rang 5, für das Finale qualifiziert
5,15 m: ausgelassen
5,30 m: ausgelassen
5,45 m: ausgelassen
5,55 m: ausgelassen
5,65 m: x x o
Finale: 5,96 m = neuer olympischer Rekord
5,45 m: ausgelassen
5,60 m: o
5,70 m: ausgelassen
5,75 m: ausgelassen
5,80 m: x x o
5,85 m: x x o
5,90 m: x x o
5,96 m: x x o
- Mitchell Kealey

1500 m
Vorläufe, Lauf 2: 3:46,31 min, Rang 11
- Fabrice Lapierre

Weitsprung
Qualifikation, Gruppe B: 7,90 m, Rang 8
1. Sprung: 7,90 m; 2. Sprung: ungültig; 3. Sprung: ungültig
- Scott Martin

Kugelstoßen
Qualifikation, Gruppe A: 19,75 m, Rang 10
1. Stoß: 19,75 m; 2. Stoß: ungültig; 3. Stoß: ungültig
- Joel Milburn

400 m
Vorläufe, Lauf 2: 44,80 s = persönliche Bestzeit, Rang 2, für die Halbfinalläufe qualifiziert
Halbfinale, Lauf 2: 45,06 s, Rang 3
4 × 400 m
Rang 5
Vorläufe, Lauf 1: 3:00,68 min = Saisonbestleistung, Rang 3, für das Finale qualifiziert
Joel Milburn, Mark Ormrod, John Steffensen und Clinton Hill
Finale: 3:00,02 min = Saisonbestleistung (+ 4,63 s)
Sean Wroe, John Steffensen, Clinton Hill und Joel Milburn
- Craig Mottram

5000 m
Vorläufe, Lauf 3: 13:44,39 min, Rang 5
- Mark Ormrod

4 × 400 m
Rang 5
Vorläufe, Lauf 1: 3:00,68 min = Saisonbestleistung, Rang 3, für das Finale qualifiziert
Joel Milburn, Mark Ormrod, John Steffensen und Clinton Hill
- Lach Renshaw

800 m
Vorläufe, Lauf 1: 1:49,19 min, Rang 6
- Jeffrey Riseley

1500 m
Vorläufe, Lauf 3:53,95 min: 3:53,95 min, Rang 11
- Adam Rutter

50 km Gehen
Wettkampf nicht beendet
- John Steffensen

4 × 400 m
Rang 5
Vorläufe, Lauf 1: 3:00,68 min = Saisonbestleistung, Rang 3, für das Finale qualifiziert
Joel Milburn, Mark Ormrod, John Steffensen und Clinton Hill
Finale: 3:00,02 min = Saisonbestleistung (+ 4,63 s)
Sean Wroe, John Steffensen, Clinton Hill und Joel Milburn
- Jared Tallent

20 km Gehen
Rang 3
1:19:42 h (+ 41 s)
50 km Gehen
 Rang 2
3:39:21 h = persönliche Bestzeit (+ 2:12 min)
- Lee Troop

Marathon
Rang 60
2:27:17 h (+ 20:45 min)
- Sean Wroe

400 m
Vorläufe, Lauf 4: 45,17 s = persönliche Bestzeit, Rang 2, für die Halbfinalläufe qualifiziert
Olympische Sommerspiele 2008/Leichtathletik – 400 m (Männer)#Halbfinale, Lauf 3: 45,56 s, Rang 7
4 × 400 m
Rang 5
Finale: 3:00,02 min = Saisonbestleistung (+ 4,63 s)
Sean Wroe, John Steffensen, Clinton Hill und Joel Milburn

### Moderner Fünfkampf
Frauen
- Angie Darby

Rang 35 / 4816 Punkte
Schießen: 164 Ringe / 904 Punkte
Fechten: 12 Siege / 688 Punkte
Schwimmen: 2:35,59 min / 1056 Punkte
Reiten: 67,23 s / 1172 Punkte
Laufen: 11:21,96 min / 996 Punkte

### Radsport

#### Bahn Frauen
- Katherine Bates

Punktefahren
Rang 6
10 Punkte / keine Extrarunden; gesamt: 10 Punkte
- Katie Mactier

Einzelverfolgung
Qualifikation, Lauf 7: 3:38,178 s, Rang 7, für die Halbfinalläufe qualifiziert
Halbfinale, Lauf 3: überrundet, Rang 7
- Anna Meares

Sprint
 Rang 2
Qualifikation: 11,140 s / 64,631 km/h, Rang 3
1. Runde, Duell 3: 11,663 s / 61,733 km/h, für die Viertelfinalläufe qualifiziert
Viertelfinale, Duell 3: 11,716 s / 12,108 s, für die Halbfinalläufe qualifiziert
Halbfinale, Duell 2: – / 11,578 s / 11,617 s, für die Finalläufe qualifiziert
Finale: – / –

#### Bahn Männer
- Ryan Bayley

Keirin
Rang 8
Vorläufe, Lauf 4: Rang 1, für die Halbfinalläufe qualifiziert
Halbfinale, Lauf 1: Rang 6, für den Platzierungslauf qualifiziert
Platzierungslauf: Rang 2
Sprint
Qualifikation: 10,362 s / 69,484 km/h; Rang 12
Runde 1, Duell 7: mit 10,762 s / 66,902 km/h gegen Azizulhasni Awang (MYS) für Runde 2 qualifiziert
Runde 2, Duell 6: gegen Maximilian Levy (GER) verloren, für die Hoffnungsläufe R2 qualifiziert
Hoffnungsläufe R2, Duell 1: gegen Kévin Sireau (FRA) und Kazunari Watanabe (JPN)
Teamsprint (mit Daniel Ellis, Mark French und Bradley McGee)
Rang 4
Qualifikation, Duell 5: 44,335 s, Rang 1; gesamt Rang 5, für Runde 1 qualifiziert
Runde 1, Duell 1: 44,090 s (neuer Ozeanrekord), Rang 1; gesamt Rang 4, für den Lauf um Bronze qualifiziert
Lauf um Bronze: mit 44,022 s (−0,008 s; nochmals neuer Ozeanrekord) gegen  Deutschland verloren
- Jack Bobridge

Mannschaftsverfolgung (mit Graeme Brown, Mark Jamieson, Bradley McGee und Luke Roberts)
Rang 4
Vorläufe: 4:02,041 min, Rang 3, für die Halbfinalläufe qualifiziert
Halbfinale, Lauf 2: 3:58,633 min, Rang 2, für den Lauf um Bronze qualifiziert
Lauf um Bronze: mit 3:59,006 min (−0,230 s) gegen  Neuseeland verloren
- Graeme Brown

Mannschaftsverfolgung (mit Jack Bobridge, Mark Jamieson, Bradley McGee und Luke Roberts)
Rang 4
Vorläufe: 4:02,041 min, Rang 3, für die Halbfinalläufe qualifiziert
Halbfinale, Lauf 2: 3:58,633 min, Rang 2, für den Lauf um Bronze qualifiziert
Lauf um Bronze: mit 3:59,006 min (−0,230 s) gegen  Neuseeland verloren
- Daniel Ellis

Teamsprint (mit Ryan Bayley, Mark French und Bradley McGee)
Rang 4
Qualifikation, Duell 5: 44,335 s, Rang 1; gesamt Rang 5, für Runde 1 qualifiziert
Runde 1, Duell 1: 44,090 s (neuer Ozeanrekord), Rang 1; gesamt Rang 4, für den Lauf um Bronze qualifiziert
Lauf um Bronze: mit 44,022 s (−0,008 s; nochmals neuer Ozeanrekord) gegen  Deutschland verloren
- Mark French

Sprint
Rang 4
Qualifikation: 10,337 s / 69,652 km/h, Rang 10
Runde 1, Duell 9: gegen Theo Bos (NED) verloren, für die Hoffnungsläufe R1 qualifiziert
Hoffnungsläufe R1, Duell 1: gegen Teun Mulder (NED) und Denis Dmitrijew (RUS)
Teamsprint (mit Ryan Bayley, Daniel Ellis und Bradley McGee)
Rang 4
Qualifikation, Duell 5: 44,335 s, Rang 1; gesamt Rang 5, für Runde 1 qualifiziert
Runde 1, Duell 1: 44,090 s (neuer Ozeanrekord), Rang 1; gesamt Rang 4, für den Lauf um Bronze qualifiziert
Lauf um Bronze: mit 44,022 s (−0,008 s; nochmals neuer Ozeanrekord) gegen  Deutschland verloren
- Mark Jamieson

Mannschaftsverfolgung (mit Jack Bobridge, Graeme Brown, Bradley McGee und Luke Roberts)
Rang 4
Vorläufe: 4:02,041 min, Rang 3, für die Halbfinalläufe qualifiziert
Halbfinale, Lauf 2: 3:58,633 min, Rang 2, für den Lauf um Bronze qualifiziert
Lauf um Bronze: mit 3:59,006 min (−0,230 s) gegen  Neuseeland verloren
- Shane Kelly

Keirin
Vorläufe, Lauf 2: Rang 2, für die Halbfinalläufe qualifiziert
Halbfinale, Lauf 1: Rang 2, für das Finale qualifiziert
Finale: Rang 4
- Brett Lancaster

Einerverfolgung
Qualifikation, Lauf 1: 4:26,139 min, Rang 12
- Bradley McGee

Einerverfolgung
Rang 4
Qualifikation, Lauf 7: 4:26,084 min, Rang 9
Teamsprint (mit Ryan Bayley, Daniel Ellis und Mark French), Rang 4
Qualifikation, Duell 5: 44,335 s, Rang 1; gesamt Rang 5, für Runde 1 qualifiziert
Runde 1, Duell 1: 44,090 s (neuer Ozeanrekord), Rang 1; gesamt Rang 4, für den Lauf um Bronze qualifiziert
Lauf um Bronze: mit 44,022 s (−0,008 s; nochmals neuer Ozeanienrekord) gegen  Deutschland verloren
- Cameron Meyer

Punkterennen
Rang 4
16 Sprintpunkte / 1 Extrarunde; gesamt: 36 Punkte
- Luke Roberts

Mannschaftsverfolgung (mit Jack Bobridge, Graeme Brown, Mark Jamieson und Bradley McGee)
Rang 4
Vorläufe: 4:02,041 min, Rang 3, für die Halbfinalläufe qualifiziert
Halbfinale, Lauf 2: 3:58,633 min, Rang 2, für den Lauf um Bronze qualifiziert
Lauf um Bronze: mit 3:59,006 min (−0,230 s) gegen  Neuseeland verloren

#### BMX Frauen
- Tanya Bailey

Qualifikation: 38,285 s, Rang 10
Halbfinale, Gruppe 2: / (8) + / (8) + 39,505 s (6) = 22, Rang 8
- Nicole Callisto

Rang 6
Qualifikation: 37,717 s, Rang 6
Halbfinale, Gruppe 2: 38,244 s (2) + 47,311 s (6) + 38,435 s (4) = 12, Rang 4, für die Finalläufe qualifiziert
Finale: 1:19,609 min

#### BMX Männer
- Jared Graves

Rang 6
Qualifikation: 36,372 s, Rang 11
Viertelfinale, Gruppe 3: 38,067 s (1) + 36,496 s (2) + 36,076 s (1) = 4, Rang 1, für die Halbfinalläufe qualifiziert
Halbfinale, Gruppe 2: 36,904 (2) + 39,296 s (5) + 37,242 (3) = 10, Rang 3, für die Finalläufe qualifiziert
Finale: 2:19,233 min
- Kamakazi

Qualifikation: 36,492 s, Rang 15
Viertelfinale, Gruppe 4: 42,377 s (7) + 36,785 s (3) + 38,463 s (3) = 13, Rang 4, für die Halbfinalläufe qualifiziert
Halbfinale, Gruppe 2: 42,551 s (7) + 41,256 s (6) + 37,497 s (5) = 18, Rang 6
- Luke Madill

Qualifikation: 36,795 s, Rang 22
Viertelfinale, Gruppe 4: 51,198 s (6) + 1:02,432 min (8) + 37,420 s (4) = 18, Rang 7

#### Mountainbike Frauen
- Dellys Starr

überrundet, Rang 25

#### Mountainbike Männer
- Daniel McConnell

überrundet, Rang 39

#### Straßenrennen Frauen
- Katherine Bates

Straßenrennen (78,8 km)
Rennen nicht beendet
- Sara Carrigan

Straßenrennen (78,8 km)
Rang 38
3:33:25 h
- Oenone Wood

Straßenrennen (78,8 km)
Rang 29
3:33:17 h, zeitgleich mit Rang 26
Einzelzeitfahren (23,5 km)
Rang 22
38:53,45 min (+ 4:01,73 min)

#### Straßenrennen Männer
- Cadel Evans

Straßenrennen (245,4 km)
Rang 14
6:24:11 h, zeitgleich mit Rang 11
- Simon Gerrans

Straßenrennen (245,4 km)
Rang 36
6:26:17 h, zeitgleich mit Rang 19
- Matthew Lloyd

Straßenrennen (245,4 km)
Rang 30
6:26:17 h, zeitgleich mit Rang 19
- Stuart O’Grady

Straßenrennen (245,4 km)
Rennen nicht beendet
- Michael Rogers

Straßenrennen (245,4 km)
Rang 5
6:23:49 h, zeitgleich mit Rang 1
Einzelzeitfahren (47,6 km)
Rang 5
1:03:34 h (+ 1:23 min)

### Reiten
Dressur
- Hayley Beresford auf Relampago

Einzel
Rang 18
65,583 Punkte (26) + 66,320 Punkte (19)
Mannschaft (mit Kristy Oatley und Heath Ryan)
Rang 7
65,750 Punkte (KO) + 65,583 Punkte (HB) + 62,542 Punkte (HR) = 64,625 Punkte (- 8,292 Punkte)
- Kristy Oatley auf Quando Quando

Einzel
Rang 19
65,750 Punkte (25) + 66,080 Punkte (20)
Mannschaft (mit Hayley Beresford und Heath Ryan)
Rang 7
65,750 Punkte (KO) + 65,583 Punkte (HB) + 62,542 Punkte (HR) = 64,625 Punkte (- 8,292 Punkte)
- Heath Ryan auf Greenoaks Dundee

Einzel
Rang 34
62,542 Punkte (35)
Mannschaft (mit Hayley Beresford und Kristy Oatley)
Rang 7
65,750 Punkte (KO) + 65,583 Punkte (HB) + 62,542 Punkte (HR) = 64,625 Punkte (- 8,292 Punkte)
Springreiten
- Edwina Alexander auf Itot du Chateau

Einzel
Qualifikation: 4 Springfehlerpunkte + 0 Zeitfehlerpunkte = 4 Fehlerpunkte, Rang 29
Runde 2: 0 Springfehlerpunkte + 0 Zeitfehlerpunkte + 4 Q.-Fehlerpunkte = 4 Fehlerpunkte, Rang 7
Runde 3: 0 Springfehlerpunkte + 0 Zeitfehlerpunkte + 4 Fehlerpunkte (Q. + R2) = 4 Fehlerpunkte, Rang 2
Finalrunde A: 4 Springfehlerpunkte + 0 Zeitfehlerpunkte = 4 Fehlerpunkte, Rang 11
Finalrunde B: 4 Springfehlerpunkte + 0 Zeitfehlerpunkte + 4 Fehlerpunkte (A) = 8 Fehlerpunkte, Rang 9
- Laurie Lever auf Drossel Dan

Einzel
Qualifikation: 0 Springfehlerpunkte + 1 Zeitfehlerpunkte = 1 Fehlerpunkte, Rang 14
Runde 2: 16 Springfehlerpunkte + 0 Zeitfehlerpunkte + 1 Q.-Fehlerpunkte = 17 Fehlerpunkte, Rang 36
Runde 3: 4 Springfehlerpunkte + 0 Zeitfehlerpunkte + 17 Fehlerpunkte (Q. + R2) = 21 Fehlerpunkte, Rang 28
Finalrunde A: 8 Springfehlerpunkte + 0 Zeitfehlerpunkte = 8 Fehlerpunkte, Rang 23
- Peter McMahon auf Genoa

Einzel
Qualifikation: 4 Springfehlerpunkte + 0 Zeitfehlerpunkte = 4 Fehlerpunkte, Rang 29
Runde 2: 16 Springfehlerpunkte + 0 Zeitfehlerpunkte + 4 Q.-Fehlerpunkte = 20 Fehlerpunkte, Rang 46
Runde 3: nicht angetreten
- Matthew Williams auf Leconte

Einzel
Qualifikation: 4 Springfehlerpunkte + 0 Zeitfehlerpunkte = 4 Fehlerpunkte, Rang 29
Runde 2: 4 Springfehlerpunkte + 0 Zeitfehlerpunkte + 4 Q.-Fehlerpunkte = 8 Fehlerpunkte, Rang 15
Runde 3: 16 Springfehlerpunkte + 1 Zeitfehlerpunkte + 8 Fehlerpunkte (Q. + R2) = 25 Fehlerpunkte, Rang 35
Finalrunde A: 4 Springfehlerpunkte + 0 Zeitfehlerpunkte = 4 Fehlerpunkte, Rang 11
Finalrunde B: 20 Springfehlerpunkte + 0 Zeitfehlerpunkte + 4 Fehlerpunkte (A) = 24 Fehlerpunkte, Rang 20
Vielseitigkeit
- Clayton Fredericks auf Ben Along Time

Einzel
Rang 7
Dressur: 78,15 (E) / 72,22 (C) / 75,56 (M) // 73,89; 37,0 Strafpunkte, Rang 6
Cross-Country: 8:41 min, 16,40 Strafpunkte, Rang 11
Springen: 4 (1. Springen) + 4 (2. Springen) = 8 Strafpunkte
gesamt: 61,40 Strafpunkte
Mannschaft
 Rang 2
Dressur: insgesamt 102,80 Strafpunkte, Rang 1
Clayton Fredericks auf Ben Along Time: 37,00 Strafpunkte
Cross-Country: gesamt 55,30 Strafpunkte, insgesamt 162,00 Strafpunkte, Rang 2
Clayton Fredericks auf Ben Along Time: 16,40 Strafpunkte, in Summe 53,40 Strafpunkte
Springreiten: gesamt 18 Strafpunkte, insgesamt 171,20 Strafpunkte
Clayton Fredericks auf Ben Along Time: 4,00 Strafpunkte, in Summe 57,40 Strafpunkte
- Lucinda Fredericks auf Headley Britannia

Einzel
Rang 26
Dressur: 82,22 (E) / 78,52 (C) / 78,52 (M) // 78,52; 30,4 Strafpunkte, Rang 1
Cross-Country: 9:08 min, 27,20 Strafpunkte, Rang 33
Springen: 4 Strafpunkte (1. Springen)
Mannschaft
 Rang 2
Dressur: insgesamt 102,80 Strafpunkte, Rang 1
Lucinda Fredericks auf Headley Britannia: 30,40 Strafpunkte
Cross-Country: gesamt 55,30 Strafpunkte, insgesamt 162,00 Strafpunkte, Rang 2
Lucinda Fredericks auf Headley Britannia: 27,20 Strafpunkte, in Summe 57,60 Strafpunkte
Springreiten: gesamt 18 Strafpunkte, insgesamt 171,20 Strafpunkte
Lucinda Fredericks auf Headley Britannia: 2,00 Strafpunkte, in Summe 59,60 Strafpunkte
- Sonja Johnson auf Ringwould Jaguar

Einzel
Rang 10
Dressur: 70,00 (E) / 70,00 (C) / 69,63 (M) // --; 45,2 Strafpunkte, Rang 23
Cross-Country: 8:34 min, 13,60 Strafpunkte, Rang 6
Springen: 0 (1. Springen) + 8 (2. Springen) = 8 Strafpunkte
gesamt: 66,80 Strafpunkte
Mannschaft
 Rang 2
Dressur: insgesamt 102,80 Strafpunkte, Rang 1
Sonja Johnson auf Ringwould Jaguar: 45,20 Strafpunkte
Cross-Country: gesamt 55,30 Strafpunkte, insgesamt 162,00 Strafpunkte, Rang 2
Sonja Johnson auf Ringwould Jaguar: 13,60 Strafpunkte, in Summe 58,80 Strafpunkte
Springreiten: gesamt 18 Strafpunkte, insgesamt 171,20 Strafpunkte
Sonja Johnson auf Ringwould Jaguar: 0,00 Strafpunkte, in Summe 58,80 Strafpunkte
- Megan Jones auf Irish Jester

Einzel
Rang 4
Dressur: 76,30 (E) / 78,15 (C) / 74,81 (M) // 76,48; 35,4 Strafpunkte, Rang 4
Cross-Country: 8:39 min, 15,60 Strafpunkte, Rang 9
Springen: 4 (1. Springen) + 4 (2. Springen) = 8 Strafpunkte
gesamt: 59,00 Strafpunkte
Mannschaft
 Rang 2
Dressur: insgesamt 102,80 Strafpunkte, Rang 1
Megan Jones auf Irish Jester: 35,40 Strafpunkte
Cross-Country: gesamt 55,30 Strafpunkte, insgesamt 162,00 Strafpunkte, Rang 2
Megan Jones auf Irish Jester: 15,60 Strafpunkte, in Summe 59,00 Strafpunkte
Springreiten: gesamt 18 Strafpunkte, insgesamt 171,20 Strafpunkte
Megan Jones auf Irish Jester: 4,00 Strafpunkte, in Summe 63,00 Strafpunkte
- Shane Rose auf All Luck

Einzel
Rang 27
Dressur: 65,19 (E) / 62,59 (C) / 65,56 (M) // --; 53,3 Strafpunkte, Rang 46
Cross-Country: 8:23 min, 9,20 Strafpunkte, Rang 1
Springen: 8 Strafpunkte (1. Springen)
Mannschaft
 Rang 2
Dressur: insgesamt 102,80 Strafpunkte, Rang 1
Shane Rose auf All Luck: 53,30 Strafpunkte
Cross-Country: gesamt 55,30 Strafpunkte, insgesamt 162,00 Strafpunkte, Rang 2
Shane Rose auf All Luck: 9,20 Strafpunkte, in Summe 62,50 Strafpunkte
Springreiten: gesamt 18 Strafpunkte, insgesamt 171,20 Strafpunkte
Shane Rose auf All Luck: 8,00 Strafpunkte, in Summe 70,50 Strafpunkte

### Rhythmische Sportgymnastik
- Naazmi Johnston

Einzel
Rang 22
Seil: 014,075 Punkte, Rang 22
Reifen: 15,300 Punkte, Rang 20
Keulen: 14,825 Punkte, Rang 21
Band: 014,800 Punkte, Rang 21
gesamt: 59,000 Punkte (- 14,075 Punkte)

### Ringen

#### Frauen, Freistil
- Kyla Bremner

Fliegengewicht (bis 48 kg)
Rang 17
Qualifikation: Freilos
Achtelfinale: 0:6/0:4-Niederlage gegen Kim Hyung-joo aus Südkorea

#### Männer, Freistil
- Ali Abdo

Weltergewicht (bis 74 kg)
Rang 21
Qualifikation: 0:1/0:2-Niederlage gegen Ahmet Gülhan aus der Türkei
- Sandeep Kumar

Mittelgewicht (bis 84 kg)
Rang 20
Qualifikation: Freilos
Achtelfinale: 0:3/0:5-Niederlage gegen Jussuf Abdussalomow aus Tadschikistan

#### Männer, Griechisch-römischer Stil
- Hassan Shahsavan

Weltergewicht (bis 74 kg)
Rang 18
Qualifikation: Freilos
Achtelfinale: 0:3/2:1/0:5-Niederlage gegen Roman Melyoshin aus Kasachstan

### Rudern

#### Frauen
- Natalie Bale

Achter
Rang 6
Vorläufe, Lauf 2: 6:07,93 min, Rang 3, für den Hoffnungslauf qualifiziert
Hoffnungslauf: 6:12,52 min, Rang 4, für das Finale qualifiziert
Finale: 6:14,22 min (+ 8,88 s)
- Amber Bradley

Doppelvierer
Rang 6
Vorläufe, Lauf 2: 6:20,95 min, Rang 4, für den Hoffnungslauf qualifiziert
Hoffnungslauf: 6:41,39 min, Rang 3, für das A-Finale qualifiziert
A-Finale: 6:30,05 min (+ 13,99 s)
- Sarah Cook

Zweier ohne Steuerfrau
Rang 10
Vorläufe, Lauf 1: 7:44,04 min, Rang 4, für die Hoffnungsläufe qualifiziert
Hoffnungsläufe, Lauf 1: 7:38,48 min, Rang 3, für das B-Finale qualifiziert
B-Finale: 7:40,93 min, Rang 4
- Kim Crow

Zweier ohne Steuerfrau
Rang 10
Vorläufe, Lauf 1: 7:44,04 min, Rang 4, für die Hoffnungsläufe qualifiziert
Hoffnungsläufe, Lauf 1: 7:38,48 min, Rang 3, für das B-Finale qualifiziert
- Pauline Frasca

Achter
Rang 6
Vorläufe, Lauf 2: 6:07,93 min, Rang 3, für den Hoffnungslauf qualifiziert
Hoffnungslauf: 6:12,52 min, Rang 4, für das Finale qualifiziert
Finale: 6:14,22 min (+ 8,88 s)
- Amber Halliday

Leichtgewichts-Doppelzweier
Rang 8
Vorläufe, Lauf 1: 6:53,23 min, Rang 2, für die A/B-Halbfinalläufe qualifiziert
Halbfinale, Lauf 2: 7:13,80 min, Rang 5, für das B-Finale qualifiziert
B-Finale: 7:07,17 min, Rang 2
- Sarah Heard

Achter
Rang 6
Vorläufe, Lauf 2: 6:07,93 min, Rang 3, für den Hoffnungslauf qualifiziert
Hoffnungslauf: 6:12,52 min, Rang 4, für das Finale qualifiziert
Finale: 6:14,22 min (+ 8,88 s)
- Kerry Hore

Doppelvierer
Rang 6
Vorläufe, Lauf 2: 6:20,95 min, Rang 4, für den Hoffnungslauf qualifiziert
Hoffnungslauf: 6:41,39 min, Rang 3, für das A-Finale qualifiziert
A-Finale: 6:30,05 min (+ 13,99 s)
- Kate Hornsey

Achter
Rang 6
Vorläufe, Lauf 2: 6:07,93 min, Rang 3, für den Hoffnungslauf qualifiziert
Hoffnungslauf: 6:12,52 min, Rang 4, für das Finale qualifiziert
Finale: 6:14,22 min (+ 8,88 s)
- Marguerite Houston

Leichtgewichts-Doppelzweier
Rang 8
Vorläufe, Lauf 1: 6:53,23 min, Rang 2, für die A/B-Halbfinalläufe qualifiziert
Halbfinale, Lauf 2: 7:13,80 min, Rang 5, für das B-Finale qualifiziert
B-Finale: 7:07,17 min, Rang 2
- Amy Ives

Doppelvierer
Rang 6
Vorläufe, Lauf 2: 6:20,95 min, Rang 4, für den Hoffnungslauf qualifiziert
Hoffnungslauf: 6:41,39 min, Rang 3, für das A-Finale qualifiziert
A-Finale: 6:30,05 min (+ 13,99 s)
- Sally Kehoe

Achter
Rang 6
Vorläufe, Lauf 2: 6:07,93 min, Rang 3, für den Hoffnungslauf qualifiziert
Hoffnungslauf: 6:12,52 min, Rang 4, für das Finale qualifiziert
Finale: 6:14,22 min (+ 8,88 s)
- Elizabeth Kell

Achter
Rang 6
Vorläufe, Lauf 2: 6:07,93 min, Rang 3, für den Hoffnungslauf qualifiziert
Hoffnungslauf: 6:12,52 min, Rang 4, für das Finale qualifiziert
Finale: 6:14,22 min (+ 8,88 s)
- Sonia Mills

Doppelzweier
Rang 8
Vorläufe, Lauf 2: 7:13,25 min, Rang 4, für die Hoffnungsläufe qualifiziert
Hoffnungsläufe, Lauf 2: 7:04,30 min, Rang 3, für das B-Finale qualifiziert
B-Finale: 7:19,73 min, Rang 2
- Elizabeth Patrick

Achter
Rang 6
Vorläufe, Lauf 2: 6:07,93 min, Rang 3, für den Hoffnungslauf qualifiziert
Hoffnungslauf: 6:12,52 min, Rang 4, für das Finale qualifiziert
Finale: 6:14,22 min (+ 8,88 s)
- Brooke Pratley

Achter
Rang 6
Vorläufe, Lauf 2: 6:07,93 min, Rang 3, für den Hoffnungslauf qualifiziert
Hoffnungslauf: 6:12,52 min, Rang 4, für das Finale qualifiziert
Finale: 6:14,22 min (+ 8,88 s)
- Pippa Savage

Einer
Rang 10
Vorläufe, Lauf 5: 7:57,95 min, Rang 2, für die Viertelfinalläufe qualifiziert
Viertelfinale, Lauf 3: 7:34,03 min, Rang 3, für die A/B-Halbfinalläufe qualifiziert
Halbfinale, Lauf 1: 7:43,98 min, Rang 5, für das B-Finale qualifiziert
B-Finale: 7:53,43 min, Rang 4
- Catriona Sens

Doppelzweier
Rang 8
Vorläufe, Lauf 2: 7:13,25 min, Rang 4, für die Hoffnungsläufe qualifiziert
Hoffnungsläufe, Lauf 2: 7:04,30 min, Rang 3, für das B-Finale qualifiziert
B-Finale: 7:19,73 min, Rang 2
- Sarah Tait

Achter
Rang 6
Vorläufe, Lauf 2: 6:07,93 min, Rang 3, für den Hoffnungslauf qualifiziert
Hoffnungslauf: 6:12,52 min, Rang 4, für das Finale qualifiziert
Finale: 6:14,22 min (+ 8,88 s)
- Zoe Uphill

Doppelvierer
Rang 6
Vorläufe, Lauf 2: 6:20,95 min, Rang 4, für den Hoffnungslauf qualifiziert
Hoffnungslauf: 6:41,39 min, Rang 3, für das A-Finale qualifiziert
A-Finale: 6:30,05 min (+ 13,99 s)

#### Männer
- Samuel Beltz

Leichtgewichts-Doppelzweier
Rang 10
Vorläufe, Lauf 2: 6:19,15 min, Rang 3, für die Hoffnungsläufe qualifiziert
Hoffnungsläufe, Lauf 1: 6:42,42 min, Rang 2, für die A/B-Halbfinalläufe qualifiziert
A/B-Halbfinale, Lauf 2: 6:32,32 min, Rang 5, für das B-Finale qualifiziert
B-Finale: 6:30,11 min, Rang 4
- Scott Brennan

Doppelzweier
 Rang 1
Vorläufe, Lauf 3: 6:21,39 min, Rang 1, für die A/B-Halbfinalläufe qualifiziert
A/B-Halbfinale, Lauf 1: 6:21,50 min, Rang 1, für das A-Finale qualifiziert
A-Finale: 6:27,77 min
- James Chapman

Achter
Rang 6
Vorläufe, Lauf 1: 6:55,59 min, Rang 4, für den Hoffnungslauf qualifiziert
Hoffnungslauf: 5:42,62 min, Rang 3, für das A-Finale qualifiziert
A-Finale: 5:35,10 min (+ 11,21 s)
- Rod Chisholm

Leichtgewichts-Vierer ohne Steuermann
Rang 9
Vorläufe, Lauf 1: 5:55,18 min, Rang 3, für die A/B-Halbfinalläufe qualifiziert
A/B-Halbfinale, Lauf 1: 6:12,38 min, Rang 4, für das B-Finale qualifiziert
B-Finale: 6:05,26 min, Rang 3
- Sam Conrad

Achter
Rang 6
Vorläufe, Lauf 1: 6:55,59 min, Rang 4, für den Hoffnungslauf qualifiziert
Hoffnungslauf: 5:42,62 min, Rang 3, für das A-Finale qualifiziert
A-Finale: 5:35,10 min (+ 11,21 s)
- David Crawshay

Doppelzweier
 Rang 1
Vorläufe, Lauf 3: 6:21,39 min, Rang 1, für die A/B-Halbfinalläufe qualifiziert
A/B-Halbfinale, Lauf 1: 6:21,50 min, Rang 1, für das A-Finale qualifiziert
A-Finale: 6:27,77 min
- Ben Cureton

Leichtgewichts-Vierer ohne Steuermann
Rang 9
Vorläufe, Lauf 1: 5:55,18 min, Rang 3, für die A/B-Halbfinalläufe qualifiziert
A/B-Halbfinale, Lauf 1: 6:12,38 min, Rang 4, für das B-Finale qualifiziert
B-Finale: 6:05,26 min, Rang 3
- David Dennis

Achter
Rang 6
Vorläufe, Lauf 1: 6:55,59 min, Rang 4, für den Hoffnungslauf qualifiziert
Hoffnungslauf: 5:42,62 min, Rang 3, für das A-Finale qualifiziert
A-Finale: 5:35,10 min (+ 11,21 s)
- Anthony Edwards

Leichtgewichts-Vierer ohne Steuermann
Rang 9
Vorläufe, Lauf 1: 5:55,18 min, Rang 3, für die A/B-Halbfinalläufe qualifiziert
A/B-Halbfinale, Lauf 1: 6:12,38 min, Rang 4, für das B-Finale qualifiziert
B-Finale: 6:05,26 min, Rang 3
- Duncan Free

Zweier ohne Steuermann
 Rang 1
Vorläufe, Lauf 2: 6:41,15 min, Rang 1, für die A/B-Halbfinalläufe qualifiziert
A/B-Halbfinale, Lauf 2: 6:34,29 min, Rang 1, für das A-Finale qualifiziert
A-Finale: 6:37,44 min
- Tom Gibson

Leichtgewichts-Doppelzweier
Rang 10
Vorläufe, Lauf 2: 6:19,15 min, Rang 3, für die Hoffnungsläufe qualifiziert
Hoffnungsläufe, Lauf 1: 6:42,42 min, Rang 2, für die A/B-Halbfinalläufe qualifiziert
A/B-Halbfinale, Lauf 2: 6:32,32 min, Rang 5, für das B-Finale qualifiziert
B-Finale: 6:30,11 min, Rang 4
- Drew Ginn

Zweier ohne Steuermann
 Rang 1
Vorläufe, Lauf 2: 6:41,15 min, Rang 1, für die A/B-Halbfinalläufe qualifiziert
A/B-Halbfinale, Lauf 2: 6:34,29 min, Rang 1, für das A-Finale qualifiziert
A-Finale: 6:37,44 min
- Peter Hardcastle

Einer
Rang 12
Vorläufe, Lauf 5: 7:17,74 min, Rang 2, für die Viertelfinalläufe qualifiziert
Viertelfinale, Lauf 3: 7:00,09 min, Rang 3, für die A/B-Halbfinalläufe qualifiziert
A/B-Halbfinale, Lauf 1: 7:32,79 min, Rang 6, für das B-Finale qualifiziert
B-Finale: 7:27,34 min, Rang 6
- Francis Hegerty

Vierer ohne Steuermann
Rang 2
Vorläufe, Lauf 3: 6:00,40 min, Rang 1, für die A/B-Halbfinalläufe qualifiziert
A/B-Halbfinale, Lauf 1: 5:56,20 min, Rang 2, für das A-Finale qualifiziert
A-Finale: 6:07,85 min (+ 1,28 s)
- Tom Laurich

Achter
Rang 6
Vorläufe, Lauf 1: 6:55,59 min, Rang 4, für den Hoffnungslauf qualifiziert
Hoffnungslauf: 5:42,62 min, Rang 3, für das A-Finale qualifiziert
A-Finale: 5:35,10 min (+ 11,21 s)
- Samuel Loch

Achter
Rang 6
Vorläufe, Lauf 1: 6:55,59 min, Rang 4, für den Hoffnungslauf qualifiziert
Hoffnungslauf: 5:42,62 min, Rang 3, für das A-Finale qualifiziert
A-Finale: 5:35.10 min (+ 11,21 s)
- Brendan Long

Doppelvierer
Rang 4
Vorläufe, Lauf 1: 5:36,20 min (Weltbestzeit), Rang 1, für die A/B-Halbfinalläufe qualifiziert
A/B-Halbfinale, Lauf 1: 5:52,93 min, Rang 2, für das A-Finale qualifiziert
A-Finale: 5:44,68 min (+ 3,35 s)
- James Marburg

Vierer ohne Steuermann
Rang 2
Vorläufe, Lauf 3: 6:00,40 min, Rang 1, für die A/B-Halbfinalläufe qualifiziert
A/B-Halbfinale, Lauf 1: 5:56,20 min, Rang 2, für das A-Finale qualifiziert
A-Finale: 6:07,85 min (+ 1,28 s)
- Cameron McKenzie-McHarg

Vierer ohne Steuermann
Rang 2
Vorläufe, Lauf 3: 6:00,40 min, Rang 1, für die A/B-Halbfinalläufe qualifiziert
A/B-Halbfinale, Lauf 1: 5:56,20 min, Rang 2, für das A-Finale qualifiziert
A-Finale: 6:07,85 min (+ 1,28 s)
- James McRae

Doppelvierer
Rang 4
Vorläufe, Lauf 1: 5:36,20 min (Weltbestzeit), Rang 1, für die A/B-Halbfinalläufe qualifiziert
A/B-Halbfinale, Lauf 1: 5:52,93 min, Rang 2, für das A-Finale qualifiziert
A-Finale: 5:44,68 min (+ 3,35 s)
- Christopher Morgan

Doppelvierer
Rang 4
Vorläufe, Lauf 1: 5:36,20 min (Weltbestzeit), Rang 1, für die A/B-Halbfinalläufe qualifiziert
A/B-Halbfinale, Lauf 1: 5:52,93 min, Rang 2, für das A-Finale qualifiziert
A-Finale: 5:44,68 min (+ 3,35 s)
- Daniel Noonan

Doppelvierer
Rang 4
Vorläufe, Lauf 1: 5:36,20 min (Weltbestzeit), Rang 1, für die A/B-Halbfinalläufe qualifiziert
A/B-Halbfinale, Lauf 1: 5:52,93 min, Rang 2, für das A-Finale qualifiziert
A-Finale: 5:44,68 min (+ 3,35 s)
- Marty Rabjohns

Achter
Rang 6
Vorläufe, Lauf 1: 6:55,59 min, Rang 4, für den Hoffnungslauf qualifiziert
Hoffnungslauf: 5:42,62 min, Rang 3, für das A-Finale qualifiziert
A-Finale: 5:35,10 min (+ 11,21 s)
- Matt Ryan

Vierer ohne Steuermann
Rang 2
Vorläufe, Lauf 3: 6:00,40 min, Rang 1, für die A/B-Halbfinalläufe qualifiziert
A/B-Halbfinale, Lauf 1: 5:56,20 min, Rang 2, für das A-Finale qualifiziert
A-Finale: 6:07,85 min (+ 1,28 s)
- Todd Skipworth

Leichtgewichts-Vierer ohne Steuermann
Rang 9
Vorläufe, Lauf 1: 5:55,18 min, Rang 3, für die A/B-Halbfinalläufe qualifiziert
A/B-Halbfinale, Lauf 1: 6:12,38 min, Rang 4, für das B-Finale qualifiziert
B-Finale: 6:05,26 min, Rang 3
- Jeremy Stevenson

Achter
Rang 6
Vorläufe, Lauf 1: 6:55,59 min, Rang 4, für den Hoffnungslauf qualifiziert
Hoffnungslauf: 5:42,62 min, Rang 3, für das A-Finale qualifiziert
A-Finale: 5:35,10 min (+ 11,21 s)
- Stephen Stewart

Achter
Rang 6
Vorläufe, Lauf 1: 6:55,59 min, Rang 4, für den Hoffnungslauf qualifiziert
Hoffnungslauf: 5:42,62 min, Rang 3, für das A-Finale qualifiziert
A-Finale: 5:35,10 min (+ 11,21 s)
- James Tomkins

Achter
Rang 6
Vorläufe, Lauf 1: 6:55,59 min, Rang 4, für den Hoffnungslauf qualifiziert
Hoffnungslauf: 5:42,62 min, Rang 3, für das A-Finale qualifiziert
A-Finale: 5:35,10 min (+ 11,21 s)

### Schießen

#### Frauen
- Dina Aspandiyarova

Luftpistole 10 Meter
Qualifikation: 96 + 96 + 94 + 89 = 375 Ringe, Rang 36
Sportpistole 25 Meter
Qualifikation: (95 + 99 + 96) + (93 + 94 + 94) = 571 Ringe, Rang 33
- Sue McCready

Luftgewehr 10 Meter
Qualifikation: 97 + 94 + 96 + 99 = 386 Ringe, Rang 42
Kleinkaliber Dreistellungskampf
Qualifikation: 550 Ringe, Rang 43
liegend: 98 + 97 = 195 Ringe
stehend: 87 + 85 = 172 Ringe
kniend: 091 + 92 = 183 Ringe
- Natalia Rahman

Skeet
Qualifikation: 22 + 23 + 21 = 66 Treffer, Rang 11
- Stacy Roiall

Trap
Qualifikation: 22 + 17 + 23 = 62 Treffer, Rang 14
- Robyn Van Nus

Luftgewehr 10 Meter
Qualifikation: 94 + 96 + 97 + 97 = 384 Ringe, Rang 44
Kleinkaliber Dreistellungskampf
Qualifikation: 566 Ringe, Rang 40
liegend: 96 + 96 = 192 Ringe
stehend: 90 + 93 = 183 Ringe
kniend: 095 + 96 = 191 Ringe
- Lalita Jauhleuskaja

Luftpistole 10 Meter
Qualifikation: 97 + 95 + 96 + 93 = 381 Ringe, Rang 18
Sportpistole 25 Meter
Qualifikation: (97 + 96 + 97) + (98 + 98 + 95) = 581 Ringe, Rang 14

#### Männer
- George Barton

Skeet
Qualifikation: 23 + 24 + 24 + 21 + 24 = 116 Treffer, Rang 17
- Ben Burge

Luftgewehr 10 Meter
Qualifikation: 98 + 93 + 97 + 95 + 98 + 95 = 576 Ringe, Rang 49
Kleinkaliber liegend 50 Meter
Qualifikation: 99 + 100 + 96 + 98 + 96 + 99 = 588 Ringe, Rang 40
Dreistellungskampf 50 Meter
Qualifikation: 1152 Ringe, Rang 40
liegend: 392 Ringe
stehend: 373 Ringe
kniend: 0387 Ringe
- Michael Diamond

Trap
Rang 4
Qualifikation: 25 + 23 + 24 + 24 + 23 = 119 Treffer, Rang 5 (nach Shoot-off), für das Finale qualifiziert
Finale: 23 Treffer; gesamt: 142 Treffer (nach Shoot-off)
- Craig Henwood

Trap
Qualifikation: 22 + 21 + 23 + 66 + 23 + 20 = 109 Treffer, Rang 31
- Matthew Inabinet

Luftgewehr 10 Meter
Qualifikation: 97 + 94 + 98 + 96 + 98 + 96 = 579 Ringe, Rang 47
Dreistellungskampf 50 Meter
Qualifikation: 1141 Ringe, Rang 45
liegend: 389 Ringe
stehend: 376 Ringe
kniend: 0386 Ringe
- Russell Mark

Doppeltrap
Qualifikation: 45 + 48 + 43 = 136 Treffer, Rang 6 (nach Shoot-off), für das Finale qualifiziert
- David Moore

Luftpistole 10 Meter
Qualifikation: 95 + 94 + 93 + 94 + 98 + 97 = 571 Ringe, Rang 36
Freie Pistole 50 Meter
Qualifikation: 89 + 85 + 92 + 92 + 95 + 93 = 546 Ringe, Rang 35
- Warren Potent

Kleinkaliber liegend 50 Meter
 Rang 3
Qualifikation: 99 + 99 + 99 + 99 + 99 + 100 = 595 Ringe, Rang 4, für das Finale qualifiziert
Finale: 10,3 + 10,6 + 10,6 + 10,3 + 10,4 + 10,7 + 10,5 + 10,8 + 10,6 + 10,7 = 105,5 Ringe; gesamt = 700,5 Ringe (- 2,2 Ringe)
- Bruce Quick

Schnellfeuerpistole 25 Meter
Qualifikation: (94 + 97 + 89) + (95 + 95 + 90) = 560 Ringe, Rang 17
- Paul Rahman

Skeet
Qualifikation: 22 + 23 + 19 + 25 + 21 = 110 Treffer, Rang 30
- Daniel Repacholi

Luftpistole 10 Meter
Qualifikation: 97 + 97 + 96 + 95 + 94 + 94 = 573 Ringe, Rang 32
Freie Pistole 50 Meter
Qualifikation: 89 + 93 + 89 + 81 + 94 + 94 = 540 Ringe, Rang 41

### Schwimmen
In Peking gingen 43 australische Schwimmer an den Start.
Die Männer gewannen je drei Silber- und Bronzemedaillen, die Frauen schwammen vier neue Weltrekorde und gewannen sechs Gold-, zwei Silber sowie vier Bronzemedaillen.
Erfolgreichste Teilnehmerin war Stephanie Rice, sie gewann drei Goldmedaillen; die meisten Medaillen (2 × Gold, 1 × Silber und 1 × Bronze) gewann ihre Teamkollegin Libby Trickett.

#### Frauen
- Angie Bainbridge

4 × 200 m Freistil
 Rang 1
Vorläufe, Lauf 2: 7:55,10 min, Rang 3, gesamt Rang 6, für das Finale qualifiziert
Felicity Galvez 1:58,00 min / Angie Bainbridge 1:58,17 min / Melanie Schlanger 2:00,99 min / Lara Davenport 1:57,94 min
Finale: 7:44,31 min (neuer Weltrekord)
Stephanie Rice 1:56,60 min (neuer Ozeanienrekord) / Bronte Barratt 1:56,58 min / Kylie Palmer 1:55,22 / Linda Mackenzie 1:55,91 min
- Bronte Barratt

200 m Freistil
Rang 7
Vorläufe, Lauf 5: 1:57,75 min, Rang 3, gesamt Rang 10, für die Halbfinalläufe qualifiziert
Halbfinale, Lauf 1: 1:57,55 min, Rang 4, für das Finale qualifiziert
Finale: 1:57,83 min (+ 3,01 s)
400 m Freistil
Rang 7
Vorläufe, Lauf 5: 4:04,16 min (neuer Ozeanienrekord), Rang 3, gesamt Rang 5, für das Finale qualifiziert
Finale: 4:05,05 min (+ 1,83 s)
4 × 200 m Freistil
 Rang 1
Vorläufe, Lauf 2: 7:55,10 min, Rang 3, gesamt Rang 6, für das Finale qualifiziert
Felicity Galvez 1:58,00 min / Angie Bainbridge 1:58,17 min / Melanie Schlanger 2:00,99 min / Lara Davenport 1:57,94 min
Finale: 7:44,31 min (neuer Weltrekord)
Stephanie Rice 1:56,60 min (neuer Ozeanienrekord) / Bronte Barratt 1:56,58 min / Kylie Palmer 1:55,22 / Linda Mackenzie 1:55,91 min
- Cate Campbell

50 m Freistil
 Rang 3
Vorläufe, Lauf 10: 24,20 s, Rang 1, gesamt Rang 1, für die Halbfinalläufe qualifiziert
Halbfinale, Lauf 2: 24,42 s, Rang 2, für das Finale qualifiziert
Finale: 24,17 s (+ 0,11 s)
100 m Freistil
Vorläufe, Lauf 5: 54,55 s, Rang 3, gesamt Rang 13, für die Halbfinalläufe qualifiziert
Halbfinale, Lauf 2: 54,54 s, Rang 6
4 × 100 m Freistil
 Rang 3
Vorläufe, Lauf 1: 3:37,81 min, Rang 3, gesamt Rang 6, für das Finale qualifiziert
Cate Campbell 54,65 s / Alice Mills 54,55 s / Melanie Schlanger 54,69 s / Shayne Reese 53,92 s
Finale: 3:35,05 min (neuer Ozeanienrekord) (+ 1,29 s)
Cate Campbell 54,43 s / Alice Mills 54,43 s / Melanie Schlanger 53,85 s / Lisbeth Trickett 52,34 s
- Alicia Coutts

200 m Lagen
Rang 5
Vorläufe, Lauf 4: 2:11,55 min, Rang 1, gesamt Rang 1, für die Halbfinalläufe qualifiziert
Halbfinale, Lauf 2: 2:12,03 min, Rang 2, für das Finale qualifiziert
Finale: 2:11,43 min (+ 2,98 s)
- Lara Davenport

4 × 200 m Freistil
 Rang 1
Vorläufe, Lauf 2: 7:55,10 min, Rang 3, gesamt Rang 6, für das Finale qualifiziert
Felicity Galvez 1:58,00 min / Angie Bainbridge 1:58,17 min / Melanie Schlanger 2:00,99 min / Lara Davenport 1:57,94 min
Finale: 7:44,31 min (neuer Weltrekord)
Stephanie Rice 1:56,60 min (neuer Ozeanienrekord) / Bronte Barratt 1:56,58 min / Kylie Palmer 1:55,22 / Linda Mackenzie 1:55,91 min
- Sophie Edington

100 m Rücken
Vorläufe, Lauf 5: 1:00,65 min, Rang 6, gesamt Rang 14, für die Halbfinalläufe qualifiziert
Halbfinale, Lauf 1: 1:01,05 min, Rang 7
- Sally Foster

200 m Brust
Vorläufe, Lauf 5: 2:25,54 min, Rang 4, gesamt Rang 10, für die Halbfinalläufe qualifiziert
Halbfinale, Lauf 1: 2:26,33 min, Rang 5
- Felicity Galvez

4 × 200 m Freistil
 Rang 1
Vorläufe, Lauf 2: 7:55,10 min, Rang 3, gesamt Rang 6, für das Finale qualifiziert
Felicity Galvez 1:58,00 min / Angie Bainbridge 1:58,17 min / Melanie Schlanger 2:00,99 min / Lara Davenport 1:57,94 min
Finale: 7:44,31 min (neuer Weltrekord)
Stephanie Rice 1:56,60 min (neuer Ozeanienrekord) / Bronte Barratt 1:56,58 min / Kylie Palmer 1:55,22 / Linda Mackenzie 1:55,91 min
4 × 100 m Lagen
 Rang 1
Vorläufe, Lauf 2: 3:57,94 min, Rang 1, gesamt Rang 1, für das Finale qualifiziert
Emily Seebohm 59,95 s / Tarnee White 1:06,81 min / Felicity Galvez 56,82 s / Shayne Reese 54,36 s
Finale: 3:52,69 min (neuer Weltrekord)
Emily Seebohm 59,33 s / Leisel Jones 1:04,58 min / Jessicah Schipper 56,25 s / Lisbeth Trickett 52,53 s
- Melissa Gorman

800 m Freistil
Vorläufe, Lauf 5: 8:32,34 min, Rang 7, gesamt Rang 17
10 km Freiwasser
Rang 15
Finale: 2:00:33,6 h (+ 1:05,9 min)
- Samantha Hamill

200 m Schmetterling
Vorläufe, Lauf 5: 2:08,83 min, Rang 5, gesamt Rang 13, für die Halbfinalläufe qualifiziert
Halbfinale, Lauf 2: 2:09,58 min, Rang 7
400 m Lagen
Vorläufe, Lauf 3: 4:41,89 min, Rang 7, gesamt Rang 22
- Leisel Jones Leisel Jones trat als Weltrekordhalterin zum 200-m-Brust-Wettbewerb an.

200 m Brust
 Rang 2
Vorläufe, Lauf 6: 2:23,81 min, Rang 1, gesamt Rang 2, für die Halbfinalläufe qualifiziert
Halbfinale, Lauf 1: 2:23,04 min, Rang 1, für das Finale qualifiziert
Finale: 2:22,05 min (+ 1,83 s)
4 × 100 m Lagen
 Rang 1
Vorläufe, Lauf 2: 3:57,94 min, Rang 1, gesamt Rang 1, für das Finale qualifiziert
Emily Seebohm 59,95 s / Tarnee White 1:06,81 min / Felicity Galvez 56,82 s / Shayne Reese 54,36 s
Finale: 3:52,69 min (neuer Weltrekord)
Emily Seebohm 59,33 s / Leisel Jones 1:04,58 min / Jessicah Schipper 56,25 s / Lisbeth Trickett 52,53 s
- Linda Mackenzie

200 m Freistil
Vorläufe, Lauf 6: 1:57,96 min, Rang 5, gesamt Rang 12, für die Halbfinalläufe qualifiziert
Halbfinale, Lauf 1: 1:58,19 min, Rang 5
400 m Freistil
Vorläufe, Lauf 4: 4:05,91 min, Rang 4, gesamt Rang 10
4 × 200 m Freistil
 Rang 1
Vorläufe, Lauf 2: 7:55,10 min, Rang 3, gesamt Rang 6, für das Finale qualifiziert
Felicity Galvez 1:58,00 min / Angie Bainbridge 1:58,17 min / Melanie Schlanger 2:00,99 min / Lara Davenport 1:57,94 min
Finale: 7:44,31 min (neuer Weltrekord)
Stephanie Rice 1:56,60 min (neuer Ozeanienrekord) / Bronte Barratt 1:56,58 min / Kylie Palmer 1:55,22 / Linda Mackenzie 1:55,91 min
- Alice Mills

4 × 100 m Freistil
 Rang 3
Vorläufe, Lauf 1: 3:37,81 min, Rang 3, gesamt Rang 6, für das Finale qualifiziert
Cate Campbell 54,65 s / Alice Mills 54,55 s / Melanie Schlanger 54,69 s / Shayne Reese 53,92 s
Finale: 3:35,05 min (neuer Ozeanienrekord) (+ 1,29 s)
Cate Campbell 54,43 s / Alice Mills 54,43 s / Melanie Schlanger 53,85 s / Lisbeth Trickett 52,34 s
- Meagen Nay

200 m Rücken
Rang 7
Vorläufe, Lauf 4: 2:08,79 min, Rang 2, gesamt Rang 3, für die Halbfinalläufe qualifiziert
Halbfinale, Lauf 2: 2:08,09 min (neuer Ozeanienrekord), Rang 2, für das Finale qualifiziert
Finale: 2:08,84 min (+ 3,60 s)
- Kylie Palmer

800 m Freistil
Rang 6
Vorläufe, Lauf 4: 8:22,81 min (neuer Ozeanienrekord), Rang 3, gesamt Rang 5, für das Finale qualifiziert
Finale: 8:26,39 min (+ 12,29 s)
4 × 200 m Freistil
 Rang 1
Vorläufe, Lauf 2: 7:55,10 min, Rang 3, gesamt Rang 6, für das Finale qualifiziert
Felicity Galvez 1:58,00 min / Angie Bainbridge 1:58,17 min / Melanie Schlanger 2:00,99 min / Lara Davenport 1:57,94 min
Finale: 7:44,31 min (neuer Weltrekord)
Stephanie Rice 1:56,60 min (neuer Ozeanienrekord) / Bronte Barratt 1:56,58 min / Kylie Palmer 1:55,22 / Linda Mackenzie 1:55,91 min
- Shayne Reese

4 × 100 m Freistil
 Rang 3
Vorläufe, Lauf 1: 3:37,81 min, Rang 3, gesamt Rang 6, für das Finale qualifiziert
Cate Campbell 54,65 s / Alice Mills 54,55 s / Melanie Schlanger 54,69 s / Shayne Reese 53,92 s
Finale: 3:35,05 min (neuer Ozeanienrekord) (+ 1,29 s)
Cate Campbell 54,43 s / Alice Mills 54,43 s / Melanie Schlanger 53,85 s / Lisbeth Trickett 52,34 s
4 × 100 m Lagen
 Rang 1
Vorläufe, Lauf 2: 3:57,94 min, Rang 1, gesamt Rang 1, für das Finale qualifiziert
Emily Seebohm 59,95 s / Tarnee White 1:06,81 min / Felicity Galvez 56,82 s / Shayne Reese 54,36 s
Finale: 3:52,69 min (neuer Weltrekord)
Emily Seebohm 59,33 s / Leisel Jones 1:04,58 min / Jessicah Schipper 56,25 s / Lisbeth Trickett 52,53 s
- Stephanie Rice

200 m Lagen
 Rang 1
Vorläufe, Lauf 5: 2:12,07 min, Rang 2, gesamt Rang 6, für die Halbfinalläufe qualifiziert
Halbfinale, Lauf 1: 2:10,58 min, Rang 2, für das Finale qualifiziert
Finale: 2:08,45 min (neuer Weltrekord)
400 m Lagen
 Rang 1
Vorläufe, Lauf 4: 4:35,11 min, Rang 1, gesamt Rang 3, für das Finale qualifiziert
Finale: 4:29,45 min (neuer Weltrekord)
4 × 200 m Freistil
 Rang 1
Vorläufe, Lauf 2: 7:55,10 min, Rang 3, gesamt Rang 6, für das Finale qualifiziert
Felicity Galvez 1:58,00 min / Angie Bainbridge 1:58,17 min / Melanie Schlanger 2:00,99 min / Lara Davenport 1:57,94 min
Finale: 7:44,31 min (neuer Weltrekord)
Stephanie Rice 1:56,60 min (neuer Ozeanienrekord) / Bronte Barratt 1:56,58 min / Kylie Palmer 1:55,22 / Linda Mackenzie 1:55,91 min
- Emily Seebohm

100 m Rücken
Vorläufe, Lauf 5: 1:00,27 min, Rang 2, gesamt Rang 9, für die Halbfinalläufe qualifiziert
Halbfinale, Lauf 2: 1:00,31 min, Rang 5
4 × 100 m Lagen
 Rang 1
Vorläufe, Lauf 2: 3:57,94 min, Rang 1, gesamt Rang 1, für das Finale qualifiziert
Emily Seebohm 59,95 s / Tarnee White 1:06,81 min / Felicity Galvez 56,82 s / Shayne Reese 54,36 s
Finale: 3:52,69 min (neuer Weltrekord)
Emily Seebohm 59,33 s / Leisel Jones 1:04,58 min / Jessicah Schipper 56,25 s / Lisbeth Trickett 52,53 s
- Jessicah Schipper

100 m Schmetterling
 Rang 3
Vorläufe, Lauf 6: 57,58 s, Rang 1, gesamt Rang 1, für das Halbfinale qualifiziert
Halbfinale, Lauf 2: 57,43 s, Rang 1, für das Finale qualifiziert
Finale: 57,25 s (+ 0,52 s)
200 m Schmetterling
 Rang 3
Vorläufe, Lauf 4: 2:08,11 min, Rang 4, gesamt Rang 4, für die Halbfinalläufe qualifiziert
Halbfinale, Lauf 2: 2:06,34 min, Rang 2, für das Finale qualifiziert
Finale: 2:06,26 min (+ 2,08 s)
4 × 100 m Lagen
 Rang 1
Vorläufe, Lauf 2: 3:57,94 min, Rang 1, gesamt Rang 1, für das Finale qualifiziert
Emily Seebohm 59,95 s / Tarnee White 1:06,81 min / Felicity Galvez 56,82 s / Shayne Reese 54,36 s
Finale: 3:52,69 min (neuer Weltrekord)
Emily Seebohm 59,33 s / Leisel Jones 1:04,58 min / Jessicah Schipper 56,25 s / Lisbeth Trickett 52,53 s
- Melanie Schlanger

4 × 100 m Freistil
 Rang 3
Vorläufe, Lauf 1: 3:37,81 min, Rang 3, gesamt Rang 6, für das Finale qualifiziert
Cate Campbell 54,65 s / Alice Mills 54,55 s / Melanie Schlanger 54,69 s / Shayne Reese 53,92 s
Finale: 3:35,05 min (neuer Ozeanienrekord) (+ 1,29 s)
Cate Campbell 54,43 s / Alice Mills 54,43 s / Melanie Schlanger 53,85 s / Lisbeth Trickett 52,34 s
4 × 200 m Freistil
 Rang 1
Vorläufe, Lauf 2: 7:55,10 min, Rang 3, gesamt Rang 6, für das Finale qualifiziert
Felicity Galvez 1:58,00 min / Angie Bainbridge 1:58,17 min / Melanie Schlanger 2:00,99 min / Lara Davenport 1:57,94 min
Finale: 7:44,31 min (neuer Weltrekord)
Stephanie Rice 1:56,60 min (neuer Ozeanienrekord) / Bronte Barratt 1:56,58 min / Kylie Palmer 1:55,22 / Linda Mackenzie 1:55,91 min
- Lisbeth Trickett

50 m Freistil
Rang 4
Vorläufe, Lauf 12: 24,67 s, Rang 1, gesamt Rang 4, für die Halbfinalläufe qualifiziert
Halbfinale, Lauf 1: 24,47 s, Rang 3, für das Finale qualifiziert
Finale: 24,25 s (+ 0,18 s)
100 m Freistil
 Rang 2
Vorläufe, Lauf 7: 53,99 s, Rang 2, gesamt Rang 6, für die Halbfinalläufe qualifiziert
Halbfinale, Lauf 1: 54,10 s, Rang 4, für das Finale qualifiziert
Finale: 53,16 s (+ 0,04 s)
100 m Schmetterling
 Rang 1
Vorläufe, Lauf 7: 58,37 s, Rang 2, gesamt Rang 12, für die Halbfinalläufe qualifiziert
Halbfinale, Lauf 1: 57,05 s, Rang 1, für das Finale qualifiziert
Finale: 56,73 s (neuer Ozeanienrekord)
4 × 100 m Freistil
 Rang 3
Vorläufe, Lauf 1: 3:37,81 min, Rang 3, gesamt Rang 6, für das Finale qualifiziert
Cate Campbell 54,65 s / Alice Mills 54,55 s / Melanie Schlanger 54,69 s / Shayne Reese 53,92 s
Finale: 3:35,05 min (neuer Ozeanienrekord) (+ 1,29 s)
Cate Campbell 54,43 s / Alice Mills 54,43 s / Melanie Schlanger 53,85 s / Lisbeth Trickett 52,34 s
4 × 100 m Lagen
 Rang 1
Vorläufe, Lauf 2: 3:57,94 min, Rang 1, gesamt Rang 1, für das Finale qualifiziert
Emily Seebohm 59,95 s / Tarnee White 1:06,81 min / Felicity Galvez 56,82 s / Shayne Reese 54,36 s
Finale: 3:52,69 min (neuer Weltrekord)
Emily Seebohm 59,33 s / Leisel Jones 1:04,58 min / Jessicah Schipper 56,25 s / Lisbeth Trickett 52,53 s
- Tarnee White

100 m Brust
4 × 100 m Lagen
 Rang 1
Vorläufe, Lauf 2: 3:57,94 min, Rang 1, gesamt Rang 1, für das Finale qualifiziert
Emily Seebohm 59,95 s / Tarnee White 1:06,81 min / Felicity Galvez 56,82 s / Shayne Reese 54,36 s
Finale: 3:52,69 min (neuer Weltrekord)
Emily Seebohm 59,33 s / Leisel Jones 1:04,58 min / Jessicah Schipper 56,25 s / Lisbeth Trickett 52,53 s

#### Männer
- Grant Britts

4 × 200 m Freistil
 Rang 3
Vorläufe, Lauf 2: 7:08,41 min, Rang 3, gesamt Rang 6, für das Finale qualifiziert
Ffrost 1:47,47 min / Brits 1:46,84 min / Palmer 1:47,02 min / Brodie 1:47,08 min
Finale: 7:04,98 min (+ 6,42 s)
Murphy 1:45,95 min / Hackett 1:45,87 min / Brits 1:47,13 min / Ffrost 1:46,03
- Leith Brodie

200 m Lagen
Vorläufe, Lauf 5: 1:59,96 min, Rang 5, gesamt Rang 15, für die Halbfinalläufe qualifiziert
Halbfinale, Lauf 2: 2:00,57 min, Rang 7
4 × 100 m Freistil
 Rang 3
Vorläufe, Lauf 1: 3:12,41 min (Ozeanienrekord), Rang 2, gesamt Rang 3, für das Finale qualifiziert
Lauterstein 48,68 s / Brodie 48,42 s / Murphy 48,09 s / Targett 47,22
Finale: 3:09,91 min (Ozeanienrekord)(+ 1,67 s)
Sullivan 47,24 s (WR) / Lauterstein 47,87 s / Callus 47,55 s / Targett 47,25 s
4 × 200 m Freistil
 Rang 3
Vorläufe, Lauf 2: 7:08,41 min, Rang 3, gesamt Rang 6, für das Finale qualifiziert
Ffrost 1:47,47 min / Brits 1:46,84 min / Palmer 1:47,02 min / Brodie 1:47,08 min
Finale: 7:04,98 min (+ 6,42 s)
Murphy 1:45,95 min / Hackett 1:45,87 min / Brits 1:47,13 min / Ffrost 1:46,03
- Ashley Callus

50 m Freistil
Rang 4
Vorläufe, Lauf 13: 22,11 s, Rang 4, gesamt Rang 13, für die Halbfinalläufe qualifiziert
Halbfinale, Lauf 2: 21,68 s, Rang 2, für das Finale qualifiziert
Finale: 21,62 s (+ 0,32 s)
4 × 100 m Freistil
 Rang 3
Vorläufe, Lauf 1: 3:12,41 min (Ozeanienrekord), Rang 2, gesamt Rang 3, für das Finale qualifiziert
Lauterstein 48,68 s / Brodie 48,42 s / Murphy 48,09 s / Targett 47,22
Finale: 3:09,91 min (Ozeanienrekord)(+ 1,67 s)
Sullivan 47,24 s (WR) / Lauterstein 47,87 s / Callus 47,55 s / Targett 47,25 s
- Ashley Delaney

100 m Rücken
Rang 5
Vorläufe, Lauf 5: 54,08 s, Rang 2, gesamt Rang 9, für die Halbfinalläufe qualifiziert
Halbfinale, Lauf 2: 53,76 s, Rang 4, für das Finale qualifiziert
Finale: 53,31 s
200 m Rücken
Vorläufe, Lauf 6: 1:57,87 min, Rang 4, gesamt Rang 9, für die Halbfinalläufe qualifiziert
Halbfinale, Lauf 2: 1:57,73 min, Rang 6
4 × 100 m Lagen
 Rang 2
Vorläufe, Lauf 1: 3:32,76 min (neuer Ozeanienrekord), Rang 1, gesamt Rang 2, für das Finale qualifiziert
Ashley Delaney 53,74 s / Christian Sprenger 59,95 s / Adam Pine 51,66 s / Matt Targett 47,41 s
Finale: 3:30,04 min (neuer Ozeanienrekord) (+ 0,70 s)
Hayden Stoeckel 53,80 s / Brenton Rickard 58,56 s / Andrew Lauterstein 51,03 s / Eamon Sullivan 46,65 s
- Nick Ffrost

4 × 200 m Freistil
 Rang 3
Vorläufe, Lauf 2: 7:08,41 min, Rang 3, gesamt Rang 6, für das Finale qualifiziert
Ffrost 1:47,47 min / Brits 1:46,84 min / Palmer 1:47,02 min / Brodie 1:47,08 min
Finale: 7:04,98 min (+ 6,42 s)
Murphy 1:45,95 min / Hackett 1:45,87 min / Brits 1:47,13 min / Ffrost 1:46,03
- Grant Hackett

400 m Freistil
Rang 6
Vorläufe, Lauf 5: 3:44,03 min, Rang 1, gesamt Rang 5, für das Finale qualifiziert
Finale: 3:43,84 min (+ 1,98 s)
1500 m Freistil
 Rang 2
Vorläufe, Lauf 5: 14:38,92 min (neuer Ozeanienrekord), Rang 1, gesamt Rang 1, für das Finale qualifiziert
Finale: 14:41,53 min (+ 0,69 s)
4 × 200 m Freistil
 Rang 3
Vorläufe, Lauf 2: 7:08,41 min, Rang 3, gesamt Rang 6, für das Finale qualifiziert
Ffrost 1:47,47 min / Brits 1:46,84 min / Palmer 1:47,02 min / Brodie 1:47,08 min
Finale: 7:04,98 min (+ 6,42 s)
Murphy 1:45,95 min / Hackett 1:45,87 min / Brits 1:47,13 min / Ffrost 1:46,03
- Ky Hurst

10 km Freiwasser
Rang 11
Finale: 1:52:13,7 h (+ 22,1 s)
- Andrew Lauterstein

100 m Schmetterling
 Rang 3
Vorläufe, Lauf 7: 51,37 s (neuer Ozeanienrekord), Rang 2, gesamt Rang 6, für die Halbfinalläufe qualifiziert
Halbfinale, Lauf 1: 51,27 s (neuer Ozeanienrekord), Rang 2, für das Finale qualifiziert
Finale: 51,12 s (neuer Ozeanienrekord)
4 × 100 m Freistil
 Rang 3
Vorläufe, Lauf 1: 3:12,41 min (neuer Ozeanienrekord), Rang 2, gesamt Rang 3, für das Finale qualifiziert
Lauterstein 48,68 s / Brodie 48,42 s / Murphy 48,09 s / Targett 47,22
Finale: 3:09,91 min (neuer Ozeanienrekord)(+ 1,67 s)
Sullivan 47,24 s (WR) / Lauterstein 47,87 s / Callus 47,55 s / Targett 47,25 s
4 × 100 m Lagen
 Rang 2
Vorläufe, Lauf 1: 3:32,76 min (neuer Ozeanienrekord), Rang 1, gesamt Rang 2, für das Finale qualifiziert
Ashley Delaney 53,74 s / Christian Sprenger 59,95 s / Adam Pine 51,66 s / Matt Targett 47,41 s
Finale: 3:30,04 min (neuer Ozeanienrekord) (+ 0,70 s)
Hayden Stoeckel 53,80 s / Brenton Rickard 58,56 s / Andrew Lauterstein 51,03 s / Eamon Sullivan 46,65 s
- Kenrick Monk

200 m Freistil
Vorläufe, Lauf 7: 1:48,17 min, Rang 5, gesamt Rang 22
- Patrick Murphy

4 × 100 m Freistil
 Rang 3
Vorläufe, Lauf 1: 3:12,41 min (Ozeanienrekord), Rang 2, gesamt Rang 3, für das Finale qualifiziert
Lauterstein 48,68 s / Brodie 48,42 s / Murphy 48,09 s / Targett 47,22
Finale: 3:09,91 min (Ozeanienrekord)(+ 1,67 s)
Sullivan 47,24 s (WR) / Lauterstein 47,87 s / Callus 47,55 s / Targett 47,25 s
4 × 200 m Freistil
 Rang 3
Vorläufe, Lauf 2: 7:08,41 min, Rang 3, gesamt Rang 6, für das Finale qualifiziert
Ffrost 1:47,47 min / Brits 1:46,84 min / Palmer 1:47,02 min / Brodie 1:47,08 min
Finale: 7:04,98 min (+ 6,42 s)
Murphy 1:45,95 min / Hackett 1:45,87 min / Brits 1:47,13 min / Ffrost 1:46,03
- Travis Nederpelt

200 m Schmetterling
Vorläufe, Lauf 6: 1:56,64 min, Rang 6, gesamt Rang 18
- Kirk Palmer

4 × 200 m Freistil
 Rang 3
Vorläufe, Lauf 2: 7:08,41 min, Rang 3, gesamt Rang 6, für das Finale qualifiziert
Ffrost 1:47,47 min / Brits 1:46,84 min / Palmer 1:47,02 min / Brodie 1:47,08 min
Finale: 7:04,98 min (+ 6,42 s)
Murphy 1:45,95 min / Hackett 1:45,87 min / Brits 1:47,13 min / Ffrost 1:46,03
- Adam Pine

100 m Schmetterling
Vorläufe, Lauf 8: 52,07 s, Rang 4, gesamt Rang 17
4 × 100 m Lagen
 Rang 2
Vorläufe, Lauf 1: 3:32,76 min (neuer Ozeanienrekord), Rang 1, gesamt Rang 2, für das Finale qualifiziert
Ashley Delaney 53,74 s / Christian Sprenger 59,95 s / Adam Pine 51,66 s / Matt Targett 47,41 s
Finale: 3:30,04 min (neuer Ozeanienrekord) (+ 0,70 s)
Hayden Stoeckel 53,80 s / Brenton Rickard 58,56 s / Andrew Lauterstein 51,03 s / Eamon Sullivan 46,65 s
- Brenton Rickard

100 m Brust
Rang 5
Vorläufe, Lauf 7: 59,89 s (neuer Ozeanienrekord), Rang 2, gesamt Rang 4, für die Halbfinalläufe qualifiziert
Halbfinale, Lauf 1: 59,65 s (neuer Ozeanienrekord), Rang 2, für das Finale qualifiziert
Finale: 59,74 s (+ 0,83 s)
200 m Brust
 Rang 2
Vorläufe, Lauf 6: 2:11,00 min, Rang 5, gesamt Rang 13, für die Halbfinalläufe qualifiziert
Halbfinale, Lauf 2: 2:09,72 min, Rang 2, für das Finale qualifiziert
Finale: 2:08,88 min (neuer Ozeanienrekord)
4 × 100 m Lagen
 Rang 2
Vorläufe, Lauf 1: 3:32,76 min (neuer Ozeanienrekord), Rang 1, gesamt Rang 2, für das Finale qualifiziert
Ashley Delaney 53,74 s / Christian Sprenger 59,95 s / Adam Pine 51,66 s / Matt Targett 47,41 s
Finale: 3:30,04 min (neuer Ozeanienrekord) (+ 0,70 s)
Hayden Stoeckel 53,80 s / Brenton Rickard 58,56 s / Andrew Lauterstein 51,03 s / Eamon Sullivan 46,65 s
- Christian Sprenger

100 m Brust
Vorläufe, Lauf 7: 1:00,36 min, Rang 4, gesamt Rang 10, für die Halbfinalläufe qualifiziert
Halbfinale, Lauf 1: 1:00,76 min, Rang 8
200 m Brust
Vorläufe, Lauf 5: 2:12,56 min, Rang 6, gesamt Rang 26
4 × 100 m Lagen
 Rang 2
Vorläufe, Lauf 1: 3:32,76 min (neuer Ozeanienrekord), Rang 1, gesamt Rang 2, für das Finale qualifiziert
Ashley Delaney 53,74 s / Christian Sprenger 59,95 s / Adam Pine 51,66 s / Matt Targett 47,41 s
Finale: 3:30,04 min (neuer Ozeanienrekord) (+ 0,70 s)
Hayden Stoeckel 53,80 s / Brenton Rickard 58,56 s / Andrew Lauterstein 51,03 s / Eamon Sullivan 46,65 s
- Nicholas Sprenger

200 m Freistil
Vorläufe, Lauf 6: 1:47,64 min, Rang 6, gesamt Rang 14, für die Halbfinalläufe qualifiziert
Halbfinale, Lauf 1: 1:47,80 min, Rang 5
- Craig Stevens

400 m Freistil
Vorläufe, Lauf 3: 3:50,22 min, Rang 8, gesamt Rang 25
1500 m Freistil
Vorläufe, Lauf 4: 15:04,82 min, Rang 5, gesamt Rang 15
- Hayden Stoeckel

100 m Rücken
 Rang 3
Vorläufe, Lauf 5: 53,93 s, Rang 1, gesamt Rang 7, für die Halbfinalläufe qualifiziert
Halbfinale, Lauf 2: 52,97 s (neuer Ozeanienrekord), Rang 1, für das Finale qualifiziert
Finale: 53,18 s, zeitgleich mit dem Russen Arkadi Arkadjewitsch Wjattschanin
200 m Rücken
Rang 6
Vorläufe, Lauf 4: 1:57,15 min, Rang 2, gesamt Rang 6, für die Halbfinalläufe qualifiziert
Halbfinale, Lauf 1: 1:56,73 min (neuer Ozeanienrekord), Rang 3, für das Finale qualifiziert
Finale: 1:56,39 min (neuer Ozeanienrekord)
4 × 100 m Lagen
 Rang 2
Vorläufe, Lauf 1: 3:32,76 min (neuer Ozeanienrekord), Rang 1, gesamt Rang 2, für das Finale qualifiziert
Ashley Delaney 53,74 s / Christian Sprenger 59,95 s / Adam Pine 51,66 s / Matt Targett 47,41 s
Finale: 3:30,04 min (neuer Ozeanienrekord) (+ 0,70 s)
Hayden Stoeckel 53,80 s / Brenton Rickard 58,56 s / Andrew Lauterstein 51,03 s / Eamon Sullivan 46,65 s
- Eamon Sullivan

50 m Freistil
Rang 6
Vorläufe, Lauf 13: 21,79 s, Rang 3, gesamt Rang 8, für die Halbfinalläufe qualifiziert
Halbfinale, Lauf 1: 21,75 s, Rang 3, für das Finale qualifiziert
Finale: 21,65 s (+ 0,35 s)
100 m Freistil
 Rang 2
Vorläufe, Lauf 8: 47,80 s, Rang 1, gesamt Rang 1, für die Halbfinalläufe qualifiziert
Halbfinale, Lauf 2: 47,05 s (neuer Weltrekord), Rang 1, für das Finale qualifiziert
Finale: 47,32 s (+ 0,11 s)
4 × 100 m Freistil
 Rang 3
Vorläufe, Lauf 1: 3:12,41 min (Ozeanienrekord), Rang 2, gesamt Rang 3, für das Finale qualifiziert
Lauterstein 48,68 s / Brodie 48,42 s / Murphy 48,09 s / Targett 47,22
Finale: 3:09,91 min (Ozeanienrekord)(+ 1,67 s)
Sullivan 47,24 s (WR) / Lauterstein 47,87 s / Callus 47,55 s / Targett 47,25 s
4 × 100 m Lagen
 Rang 2
Vorläufe, Lauf 1: 3:32,76 min (neuer Ozeanienrekord), Rang 1, gesamt Rang 2, für das Finale qualifiziert
Ashley Delaney 53,74 s / Christian Sprenger 59,95 s / Adam Pine 51,66 s / Matt Targett 47,41 s
Finale: 3:30,04 min (neuer Ozeanienrekord) (+ 0,70 s)
Hayden Stoeckel 53,80 s / Brenton Rickard 58,56 s / Andrew Lauterstein 51,03 s / Eamon Sullivan 46,65 s
- Matt Targett

100 m Freistil
Rang 7
Vorläufe, Lauf 9: 48,40 s, Rang 4, gesamt Rang 12, für die Halbfinalläufe qualifiziert
Halbfinale, Lauf 2: 47,88 s, Rang 3, für das Finale qualifiziert
Finale: 48,20 s (+ 0,99 s)
4 × 100 m Freistil
 Rang 3
Vorläufe, Lauf 1: 3:12,41 min (Ozeanienrekord), Rang 2, gesamt Rang 3, für das Finale qualifiziert
Lauterstein 48,68 s / Brodie 48,42 s / Murphy 48,09 s / Targett 47,22
Finale: 3:09,91 min (Ozeanienrekord)(+ 1,67 s)
Sullivan 47,24 s (WR) / Lauterstein 47,87 s / Callus 47,55 s / Targett 47,25 s
4 × 100 m Lagen
 Rang 2
Vorläufe, Lauf 1: 3:32,76 min (neuer Ozeanienrekord), Rang 1, gesamt Rang 2, für das Finale qualifiziert
Ashley Delaney 53,74 s / Christian Sprenger 59,95 s / Adam Pine 51,66 s / Matt Targett 47,41 s
Finale: 3:30,04 min (neuer Ozeanienrekord) (+ 0,70 s)
Hayden Stoeckel 53,80 s / Brenton Rickard 58,56 s / Andrew Lauterstein 51,03 s / Eamon Sullivan 46,65 s

### Synchronschwimmen
- Myriam Glez

Duett mit Érika Leal Ramírez
Qualifikation: 41,250 Punkte (Pflicht) + 41,584 Punkte (Kür) = 82,834 Punkte, Rang 21
- Érika Leal Ramírez

Duett mit Myriam Glez
Qualifikation: 41,250 Punkte (Pflicht) + 41,584 Punkte (Kür) = 82,834 Punkte, Rang 21
- Gruppe

| Name               | JHG  | KGR    | GEW   |
| ------------------ | ---- | ------ | ----- |
| Eloise Amberger    | 1987 | 1,65 m | 55 kg |
| Coral Bentley      | 1984 | 1,67 m | 55 kg |
| Sarah Bombell      | 1983 | 1,67 m | 60 kg |
| Tamika Domrow      | 1989 | 1,65 m | 56 kg |
| Érika Leal Ramírez | 1977 |        |       |
| Tarren Otte        | 1984 | 1,61 m | 58 kg |
| Samantha Reid      | 1988 | 1,60 m | 50 kg |
| Bethany Walsh      | 1985 | 1,65 m | 58 kg |
Rang 7
Finale: 40,417 Punkte (Pflicht) + 41,750 (Kür) = 82,167 Punkte (- 17,333 Punkte)

### Segeln

#### Frauen
- Sarah Blanck

 Laser Radial
Rang 4
6,0 + 11,0 + 7,0  + 19,0 + 4,0 + 12,0 + 8,0 + 1,0 + 5,0 + 8,0 = 62,0 Punkte
- Jessica Crisp

 Windsurfen
Rang 5
2,0 + 3,0 + 4,0 + 8,0 + 1,0 + 8,0 + 9,0 + 14,0 + 6,0 + 5,0 = 66,0 Punkte
- Angela Farrell

 Yngling mit Haryn Gojnich und Krystal Weir
Rang 10
1,0 + 11,0 + 6,0 + 12,0 + 7,0 + 7,0 + 9,0 + 8,0 + 22,0 (disq.) = 71,0 Punkte
- Karyn Gojnich

 Yngling mit Angela Farrell und Krystal Weir
Rang 10
1,0 + 11,0 + 6,0 + 12,0 + 7,0 + 7,0 + 9,0 + 8,0 + 22,0 (disq.) = 71,0 Punkte
- Tessa Parkinson

 470er mit Elise Rechichi
 Rang 1
2,0 + 2,0 + 4,0 + 1,0 + 9,0 + 4,0 + 2,0 + 5,0 + 3,0 + 2,0 + 18,0 = 43,0 Punkte
- Elise Rechichi

 470er mit Tessa Parkinson
 Rang 1
2,0 + 2,0 + 4,0 + 1,0 + 9,0 + 4,0 + 2,0 + 5,0 + 3,0 + 2,0 + 18,0 = 43,0 Punkte
- Krystal Weir

 Yngling mit Angela Farrell und Haryn Gojnich
Rang 10
1,0 + 11,0 + 6,0 + 12,0 + 7,0 + 7,0 + 9,0 + 8,0 + 22,0 (disq.) = 71,0 Punkte

#### Männer
- Iain Murray

 Star mit Andrew Palfrey
11,0 + 15,0 + 13,0 + 15,0 + 2,0 + 11,0 + 10,0 + 12,0 + 14,0 + 8,0 = 96 Punkte
- Malcolm Page

 470er mit Nathan Wilmot
 Rang 1
4,0 + 7,0 + 3,0 + 3,0 + 4,0 + 5,0 + 16 + 3,0 + 10,0 + 2,0 = 44,0 Punkte
- Andrew Palfrey

 Star mit Iain Murray
11,0 + 15,0 + 13,0 + 15,0 + 2,0 + 11,0 + 10,0 + 12,0 + 14,0 + 8,0 = 96 Punkte
- Tom Slingsby

 Laser
Rang 22
21,0 + 22,0 + 21,0 + 22,0 + 35,0 + 20,0 + 12,0 + 11,0 + 40,0 = 164,0 Punkte
- Nathan Wilmot

 470er mit Malcolm Page
 Rang 1
4,0 + 7,0 + 3,0 + 3,0 + 4,0 + 5,0 + 16 + 3,0 + 10,0 + 2,0 = 44,0 Punkte

#### Offene Klassen
- Glenn Ashby

 Tornado mit Darren Bundock
 Rang 2
5,0 + 4,0 + 3,0 + 1,0 + 5,0 + 9,0 + 2,0 + 8,0 + 7,0 + 4,0 + 10,0 = 49,0 Punkte
- Ben Austin

 49er mit Nathan Outteridge
20,0 (disq.) + 1,0 + 7,0 + 3,0 + 1,0 + 1,0 + 6,0 + 4,0 + 6,0 + 12,0 + 2,0 + 18,0 + 12,0 = 73 Punkte
- Darren Bundock

 Tornado mit Glenn Ashby
 Rang 2
5,0 + 4,0 + 3,0 + 1,0 + 5,0 + 9,0 + 2,0 + 8,0 + 7,0 + 4,0 + 10,0 = 49,0 Punkte
- Anthony Nossiter

 Finn-Dinghy
11,0 + 22,0 + 8,0 + 17,0 + 13,0 + 21,0 + 11,0 + 20,0 = 101 Punkte
- Nathan Outteridge

 49er mit Ben Austin
20,0 (disq.) + 1,0 + 7,0 + 3,0 + 1,0 + 1,0 + 6,0 + 4,0 + 6,0 + 12,0 + 2,0 + 18,0 + 12,0 = 73 Punkte

### Softball
Das australische Frauenteam hatte sich als eines der vier bestplatzierten Teams der Weltmeisterschaft 2006 für das olympische Turnier qualifiziert.
| Name              | Nr. | JHG  | KGR    | GEW   |
| ----------------- | --- | ---- | ------ | ----- |
| Jodie Bowering    |     | 1982 | 1,67 m | 67 kg |
| Kylie Cronk       |     | 1984 | 1,69 m | 58 kg |
| Kelly Hardie      |     | 1969 | 1,82 m | 80 kg |
| Tanya Harding     |     | 1972 | 1,72 m | 72 kg |
| Sandy Allen-Lewis |     | 1978 | 1,70 m | 59 kg |
| Simmone Morrow    |     | 1976 | 1,69 m | 62 kg |
| Tracey Mosley     |     | 1973 | 1,70 m | 73 kg |
| Stacey Porter     |     | 1982 | 1,79 m | 85 kg |
| Melanie Roche     |     | 1970 | 1,65 m | 63 kg |
| Justine Smethurst |     | 1987 | 1,78 m | 77 kg |
| Danielle Stewart  |     | 1981 | 1,65 m | 65 kg |
| Natalie Titcume   |     | 1975 | 1,84 m | 85 kg |
| Natalie Ward      |     | 1975 | 1,68 m | 64 kg |
| Belinda Wright    |     | 1980 | 1,70 m | 63 kg |
| Kerry Wyborn      |     | 1977 | 1,68 m | 63 kg |
Anmerkung: C = Kapitän; JHG = Jahrgang, KGR = Körpergröße, GEW = Gewicht
 Rang 3
Vorrunde: 714 Punkte, Rang 3, für die Finalrunde qualifiziert
3:4-Niederlage gegen  Japan
0:3-Niederlage gegen die  Vereinigten Staaten
3:1-Sieg gegen  Volksrepublik China
3:1-Sieg gegen  Chinesisch Taipeh
8:0-Sieg gegen die  Niederlande
4:0-Sieg gegen  Kanada
9:2-Sieg gegen  Venezuela
Finalrunde
5:3-Sieg gegen  Kanada
3:4-Niederlage gegen  Japan

### Taekwondo

#### Frauen
- Carmen Marton

Schwergewicht (über 67 kg)
Achtelfinale: 2:0-Sieg gegen Lorena Benites aus Ecuador
Viertelfinale: 2:5-Niederlage gegen Natália Falavigna aus Brasilien
- Tina Morgan

Mittelgewicht (bis 67 kg)
Achtelfinale: 0:0-Niederlage (Sup.) gegen Karine Sergerie aus Kanada

#### Männer
- Ryan Carneli

Fliegengewicht (bis 58 kg)
Achtelfinale: 1:0-Sieg gegen Tshomlee Go aus den Philippinen
Viertelfinale: 0:2-Niederlage gegen Chutchawal Khawlaor aus Thailand
- Burak Hasan

Leichtgewicht (bis 68 kg)
Achtelfinale: 1:3-Niederlage gegen den Peruaner Peter López

### Tennis

#### Frauen
- Casey Dellacqua

Einzel
1. Runde: 6:3/6:4-Sieg gegen Gisela Dulko aus Argentinien
2. Runde: 2:6/2:6-Niederlage gegen die Belarussin Wiktoryja Asaranka
Doppel mit Alicia Molik
1. Runde: 4:6/4:6-Niederlag gegen das italienische Doppel Flavia Pennetta und Francesca Schiavone
- Alicia Molik Alicia Molik

Einzel
1. Runde: 1:6/1:6-Niederlage gegen María José Martínez Sánchez aus Spanien
Doppel mit Casey Dellacqua
1. Runde: 4:6/4:6-Niederlag gegen das italienische Doppel Flavia Pennetta und Francesca Schiavone
- Samantha Stosur

Einzel
1. Runde: 6:2/6:3-Sieg gegen die Italienerin Sara Errani
2. Runde: 2:6/0:6-Niederlage gegen die US-Amerikanerin Serena Williams
Doppel mit Rennae Stubbs
1. Runde: 6:1/6:0-Sieg gegen das tschechische Duo Petra Kvitová und Lucie Šafářová
Achtelfinale: 6:4/4:6/4:6-Niederlage gegen Anabel Medina Garrigues und Virginia Ruano Pascual aus Spanien
- Rennae Stubbs

Doppel mit Samantha Stosur
1. Runde: 6:1/6:0-Sieg gegen das tschechische Duo Petra Kvitová und Lucie Šafářová
Achtelfinale: 6:4/4:6/4:6-Niederlage gegen Anabel Medina Garrigues und Virginia Ruano Pascual aus Spanien

#### Männer
- Chris Guccione

Einzel
1. Runde: 3:6/6:7-Niederlage gegen den US-Amerikaner James Blake
Doppel mit Lleyton Hewitt
1. Runde: 4:6/7:6/18:16-Sieg gegen das argentinische Doppel Agustín Calleri und Juan Mónaco
Achtelfinale: 6:2/7:6-Sieg gegen Rafael Nadal und Tommy Robredo aus Spanien
Viertelfinale: 4:6/3:6-Nieedrlage gegen das US-amerikanische Zwillingspaar Bob und Mike Bryan
- Paul Hanley

Doppel mit Jordan Kerr
1. Runde: 6:7/3:6-Niederlage gegen die Schweden und späteren Silbermedaillengewinner Simon Aspelin und Thomas Johansson
- Lleyton Hewitt

Einzel
1. Runde: 7:5/7:6-Sieg gegen den Schweden Jonas Björkman
2. Runde: 1:6/2:6-Niederlage gegen den späteren Goldmedaillengewinner Rafael Nadal aus Spanien
Doppel mit Chris Guccione
1. Runde: 4:6/7:6/18:16-Sieg gegen das argentinische Doppel Agustín Calleri und Juan Mónaco
Achtelfinale: 6:2/7:6-Sieg gegen Rafael Nadal und Tommy Robredo aus Spanien
Viertelfinale: 4:6/3:6-Nieedrlage gegen das US-amerikanische Zwillingspaar Bob und Mike Bryan
- Jordan Kerr

Doppel mit Paul Hanley
1. Runde: 6:7/3:6-Niederlage gegen die Schweden und späteren Silbermedaillengewinner Simon Aspelin und Thomas Johansson

### Tischtennis

#### Frauen
- Jian Fang Lay

Einzel
Vorrunde: 4:1-Sieg gegen Neha Aggarwal aus Indien
10:12 / 11:8 / 13:11 / 11:8 / 11:4
1. Runde: 3:4-Niederlage gegen die Kroatin Sandra Paović
11:5 / 9:11 / 10:12 / 12:10 / 14:12 / 4:11 / 9:11
- Miao Miao

Einzel
Vorrunde: 4:0-Sieg gegen Cecilia Offiong aus Nigeria
11:7 / 11:5 / 11:5 / 14:12
1. Runde: 4:3-Sieg gegen die Russin Irina Wiktorowna Kotichina
11:9 / 15:13 / 5:11 / 10:12 / 11:8 / 4:11 / 11:9
2. Runde: 1:4-Niederlage gegen Dang Ye-seo aus Südkorea
3:11 / 11:7 / 3:11 / 6:11 / 6:11
- Stephanie Sang

Einzel
Vorrunde: 4:1-Sieg gegen Bose Kaffo aus Nigeria
11:8 / 10:12 / 11:9 / 11:2 / 11:7
1. Runde: Sieg gegen die Russin Swetlana Grigorjewna Ganina
2. Runde: 0:4-Niederlage gegen Wu Xue aus der Dominikanischen Republik
5:11 / 11:13 / 9:11 / 6:11

#### Männer
- Kyle Davis

Einzel
Vorrunde: 1:4-Niederlage gegen Ahmed Ali Saleh aus Ägypten
7:11 / 6:11 / 12:10 / 7:11 / 8:11
- William Henzell

Einzel
Vorrunde: 4:1-Sieg gegen Idir Khourta aus den Algerien
8:11 / 11:3 / 11:2 / 11:5 / 11:8
1. Runde: 4:2-Sieg gegen den Schweden Jens Lundqvist
15:13 / 11:9 / 8:11 / 5:11 / 12:10 / 11:3
2. Runde: 3:4-Niederlage gegen den Südkoreaner Yoon Jae-young
11:4 / 11:7 / 9:11 / 12:10 / 5:11 / 7:11 / 4:11
- David Zalcberg

Einzel
Vorrunde: 0:4-Niederlage gegen Đoàn Kiến Quốc aus Vietnam
8:11 / 7:11 / 10:12 / 5:11

### Trampolinturnen
Männer
- Ben Wilden

Qualifikation: Rang 13, nicht für das Finale qualifiziert
Pflicht 28,1 Punkte + Kür 39,0 Punkte = 67,1 Punkte

### Triathlon

#### Frauen
- Erin Densham

Rang 22
2:03:07 h (+ 4:41,10 min)
Schwimmen: 20:54 min (44.); Radfahren: 1:05:27 h (27.); Laufen: 35:46 min (13.)
- Emma Moffatt

 Rang 3
1:59:55,84 h (+ 1:28,18 min)
Schwimmen: 19:55 min (12.); Radfahren: 1:04:12 h (4.); Laufen: 34:46 min (4.)
- Emma Snowsill

 Rang 1
1:58:27,66 h
Schwimmen: 19:51 min (5.); Radfahren: 1:04:20 h (15.); Laufen: 33:17 min (1.)

#### Männer
- Courtney Atkinson

Rang 11
1:50:10,02 h (+ 1:16,74 min)
Schwimmen: 18:06 min (6.); Radfahren: 59:08 min (43.); Laufen: 32:00 min (11.)
- Brad Kahlefeldt

Rang 16
1:50:36,00 h (+ 1:42,72 min)
Schwimmen: 18:17 min (19.); Radfahren: 58:56 min (23.); Laufen: 32:26 min (15.)

### Turnen

#### Frauen
- Georgia Bonora

Mannschaft
Rang 6
176,525 Punkte (- 12,375 Punkte)
Boden: 42,900 Punkte (7.)
Sprung: 44,150 Punkte (6.)
Stufenbarren: 43,575 Punkte (8.)
Schwebebalken: 45,900 Punkte (4.)
Einzelwertung
Boden: 14,450 Punkte
Sprung: 14,625 Punkte
- Ashleigh Brennan

Mannschaft
Rang 6
176,525 Punkte (- 12,375 Punkte)
Boden: 42,900 Punkte (7.)
Sprung: 44,150 Punkte (6.)
Stufenbarren: 43,575 Punkte (8.)
Schwebebalken: 45,900 Punkte (4.)
Einzelwertung
Boden: 14,650 Punkte
Schwebebalken: 15,125 Punkte
- Daria Joura

Mannschaft
Rang 6
176,525 Punkte (- 12,375 Punkte)
Boden: 42,900 Punkte (7.)
Sprung: 44,150 Punkte (6.)
Stufenbarren: 43,575 Punkte (8.)
Schwebebalken: 45,900 Punkte (4.)
Einzelwertung
Stufenbarren: 14,675 Punkte
- Lauren Mitchell

Mannschaft
Rang 6
176,525 Punkte (- 12,375 Punkte)
Boden: 42,900 Punkte (7.)
Sprung: 44,150 Punkte (6.)
Stufenbarren: 43,575 Punkte (8.)
Schwebebalken: 45,900 Punkte (4.)
Einzelwertung
Boden: 13,675 Punkte
Schwebebalken: 15,550 Punkte
Sprung: 14,700 Punkte
- Shona Morgan

Mannschaft
Rang 6
176,525 Punkte (- 12,375 Punkte)
Boden: 42,900 Punkte (7.)
Sprung: 44,150 Punkte (6.)
Stufenbarren: 43,575 Punkte (8.)
Schwebebalken: 45,900 Punkte (4.)
Einzelwertung
Schwebebalken: 15,225 Punkte
Sprung: 14,825 Punkte
Stufenbarren: 13,800 Punkte
- Olivia Vivian

Mannschaft
Rang 6
176,525 Punkte (- 12,375 Punkte)
Boden: 42,900 Punkte (7.)
Sprung: 44,150 Punkte (6.)
Stufenbarren: 43,575 Punkte (8.)
Schwebebalken: 45,900 Punkte (4.)
Einzelwertung
Stufenbarren: 15,100 Punkte

#### Männer
- Samuel Simpson

Mehrkampf, Qualifikation: 85,625 Punkte, Rang 39
Boden: 14,550 Punkte
Pferd: 14,000 Punkte
Ringe: 13,800 Punkte
Sprung: 15,600 Punkte
Barren: 14,200 Punkte
Reck: 13,475 Punkte

### Wasserball

#### Frauenturnier
Das australische Team hatte sich als Sieger der Ozeanien-Ausscheidung für das olympische Turnier qualifiziert.

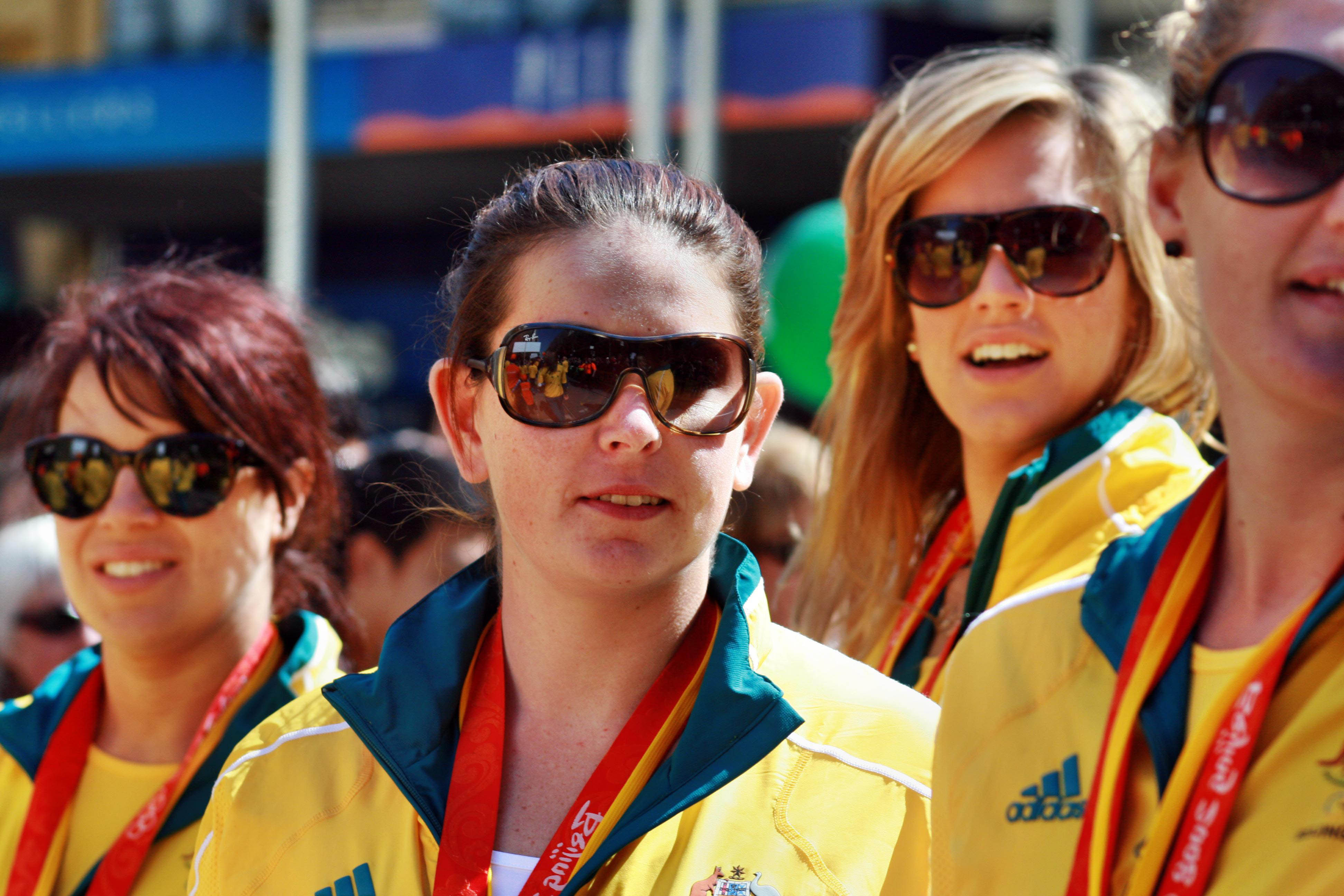
Mia Santoromito, Alicia McCormack, Gemma Beadsworth, Nikita Cuffe (von links)

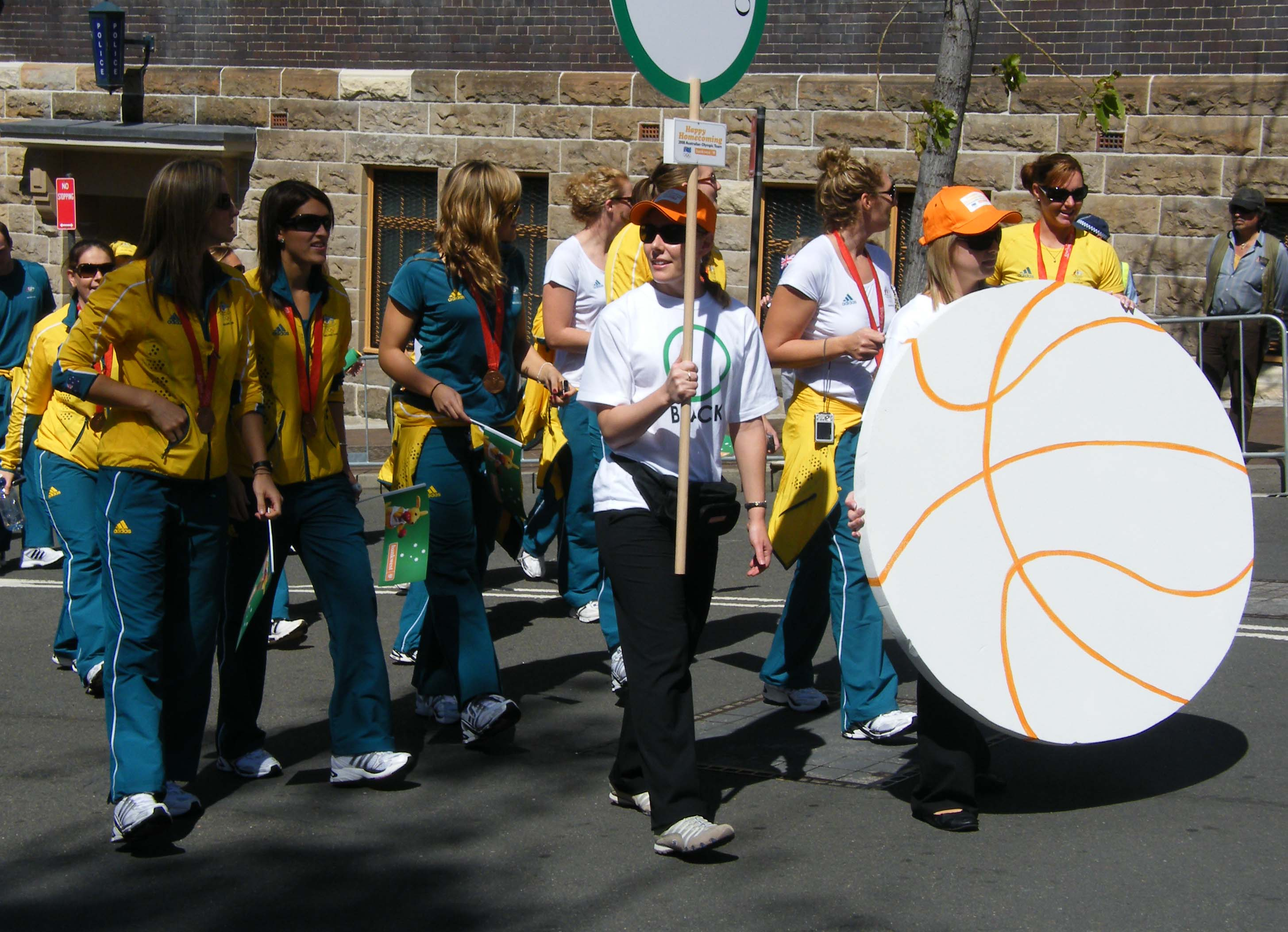
Parade in Sydney (15. September)

| Name                  | Nr. | Jg.  | Größe  | Gewicht | Verein                |
| --------------------- | --- | ---- | ------ | ------- | --------------------- |
| Gemma Beadsworth      | 2   | 1987 | 1,80 m | 83 kg   | Fremantle Perth       |
| Nikita Cuffe          | 3   | 1979 | 1,79 m | 73 kg   | Sydney Uni            |
| Suzie Fraser          | 5   | 1983 | 1,75 m | 63 kg   | KFC Breakers Brisbane |
| Taniele Gofers        | 7   | 1985 | 1,83 m | 80 kg   | Sydney Uni            |
| Kate Gynther          | 8   | 1982 | 1,75 m | 73 kg   | Brisbane Barras       |
| Amy Hetzel            | 12  | 1983 | 1,78 m | 65 kg   | KFC Breakers Brisbane |
| Bronwen Knox          | 6   | 1986 | 1,82 m | 88 kg   | KFC Breakers Brisbane |
| Emma Knox (TW)        | 1   | 1978 | 1,73 m | 70 kg   | Fremantle Perth       |
| Alicia McCormack (TW) | 13  | 1983 | 1,67 m | 76 kg   | Cronulla Sharks       |
| Melissa Rippon        | 11  | 1981 | 1,69 m | 70 kg   | Brisbane Barras       |
| Rebecca Rippon        | 4   | 1978 | 1,67 m | 72 kg   | Balmain Tigers        |
| Jenna Santoromito     | 9   | 1987 | 1,69 m | 65 kg   | Cronulla Sharks       |
| Mia Santoromito       | 10  | 1985 | 1,69 m | 80 kg   | Cronulla Sharks       |
Anmerkung: TW = Torwart
Trainer: Greg McFadden
 Rang 3
Vorrunde, Gruppe B: Rang 2, für die Halbfinalqualifikation qualifiziert
8:6 (5:2, 2:2, 1:1, 0:1)-Sieg gegen  Griechenland
7:7 (1:1, 1:1, 2:1, 3:4) gegen  Ungarn
10:9 (2:1, 2:2, 2:1, 4:5)-Sieg gegen die  Niederlande
Halbfinalqualifikation: 12:11 (4:4, 2:2, 4:2, 2:3)-Sieg gegen  China
Halbfinale: 8:9 (2:2, 2:2, 1:4, 3:1).Niederlage gegen die  Vereinigten Staaten
Spiel um Platz 3: 12:11 n. P. (2:2, 1:3, 3:1, 1:1, 2:1, 0:1, 3:2)-Sieg gegen  Ungarn

#### Männerturnier
Das australische Team hatte sich als Sieger der Ozeanien-Ausscheidung für das olympische Turnier qualifiziert.
| Name               | Nr. | Jg.  | Größe  | Gewicht | Verein                  |
| ------------------ | --- | ---- | ------ | ------- | ----------------------- |
| Jamie Beadsworth   | 12  | 1985 | 1,93 m | 110 kg  | Fremantle Perth         |
| Richie Campbell    | 2   | 1987 | 1,93 m | 92 kg   | CN Barcelona            |
| Pietro Figlioli    | 4   | 1984 | 1,90 m | 94 kg   | Chiavari Nouk           |
| Trent Franklin     | 3   | 1979 | 1,84 m | 83 kg   | Sydney ONI              |
| Rhys Howden        | 11  | 1987 | 1,88 m | 78 kg   | Brisbane Barracudas     |
| Robert Maitland    | 5   | 1983 | 1,90 m | 95 kg   | CN Mediferrow Barcelona |
| Anthony Martin     | 6   | 1985 | 1,92 m | 94 kg   | KFC Breakers Brisbane   |
| Samuel McGregor    | 8   | 1984 | 1,92 m | 95 kg   | CN Alcorcon Madrid      |
| Tim Neesham        | 7   | 1979 | 1,84 m | 86 kg   | Fremantle Perth         |
| James Stanton (TW) | 1   | 1983 | 1,98 m | 93 kg   | CN Barcelona            |
| Rafael Sterk (TW)  | 13  | 1978 | 1,85 m | 85 kg   | KFC Breakers Brisbane   |
| Thomas Whalan      | 9   | 1980 | 1,94 m | 89 kg   | Rari Nantes Savona      |
| Gavin Woods        | 10  | 1978 | 1,99 m | 95 kg   | Balmain Tigers Sydney   |
Anmerkung: TW = Torwart
Trainer: John Fox
Rang 8
Vorrunde, Gruppe A: Rang 4, für die Platzierungsrunde qualifiziert
12:8 (5:5, 4:3, 2:0, 1:0)-Sieg gegen  Griechenland
9:8 (4:0, 2:4, 2:2, 1:2)-Niederlage gegen  Spanien
8:5 (2:3, 2:1, 3:1, 1:0)-Sieg gegen  Kanada
12:13 (4:4, 1:5, 4:2, 3:2)-Niederlage gegen  Ungarn
5:5 (2:1, 1:2, 0:1, 2:1) gegen  Montenegro
Platzierungsrunde
17:16 n. P. (4:2, 1:5, 4:0, 1:3, 0:1, 3:2, 4:3)-Sieg gegen  Italien
8:9 (2:3, 2:2, 3:1, 1:3)-Niederlage gegen  Griechenland

##### Schiedsrichter
- ? Hart

Vorrunde
 Kanada –  Griechenland 7:13
 Deutschland –  Volksrepublik China 6:5
Platzierungsspiele
 Italien –  Deutschland 10:8 / Spiel um Platz 9

### Wasserspringen

#### Frauen
- Briony Cole

3-Meter-Synchronspringen
Rang 5
Finale
52,20 + 51,60 + 68,40 + 67,14 + 72,00 = 311,34 Punkte
10-Meter-Synchronspringen
 Rang 2
Finale
51,00 + 53,40 + 72,00 + 71,04 + 87,72 = 335,16 Punkte
- Alexandra Croak

10-Meter-Turmspringen
Qualifikation: Rang 4, für das Halbfinale qualifiziert
73,60 + 66,00 + 84,15 + 78,40 + 81,60 = 383,75 Punkte
Halbfinale: Rang 18
35,20 + 63,00 + 39,60 + 49,60 + 62,90 = 250,30 Punkte
- Chantelle Newbery

3-Meter-Kunstspringen
Qualifikation: Rang 15, für das Halbfinale qualifiziert
59,40 (13) + 54,00 (13) + 42,00 (20) + 60,45 (17) + 69,00 (15) = 284,85 Punkte
Halbfinale: Rang 14
64,80 (10) + 52,50 (15) + 55,50 (15) + 51,15 (17) + 70,50 (14) + 294,45 Punkte
- Sharleen Stratton

3-Meter-Kunstspringen
Rang 7
Qualifikation: Rang 13, für das Halbfinale qualifiziert
64,50 (6) + 57,00 (10) + 63,00 (9) + 36,00 (15) + 67,50 (13) = 288,00 Punkte
Halbfinale: Rang 8, für das Finale qualifiziert
72,00 (4) + 58,50 (8) + 57,40 (8) + 67,50 (10) + 70,50 (8) = 325,90 Punkte
Finale
73,50 (3) + 75,00 (4) + 49,00 (9) + 66,00 (7) + 67,50 (7) = 331,00 Punkte
3-Meter-Synchronspringen
Rang 5
Finale
52,20 + 51,60 + 68,40 + 67,14 + 72,00 = 311,34 Punkte
- Melissa Wu

10-Meter-Turmspringen
Rang 6
Qualifikation: Rang 8, für das Halbfinale qualifiziert
76,50 + 72,00 + 67,20 + 37,95 + 86,70 = 340,35 Punkte
Halbfinale: Rang 8, für das Finale qualifiziert
76,50 + 76,80 + 72,00 + 34,65 + 71,40 = 331,35 Punkte
Finale
79,50 + 75,20 + 72,00 + 24,75 + 86,70 = 338,15 Punkte
10-Meter-Synchronspringen
 Rang 2
Finale
51,00 + 53,40 + 72,00 + 71,04 + 87,72 = 335,16 Punkte

#### Männer
- Mathew Helm

10-Meter-Turmspringen
Rang 6
Qualifikation: Rang 5, für das Halbfinale qualifiziert
81,00 + 73,60 + 78,40 + 88,20 + 71,40 + 91,80 = 484,40 Punkte
Halbfinale: Rang 6, für das Finale qualifiziert
81,00 + 84,80 + 78,40 + 84,60 + 64,60 + 91,80 = 485,20 Punkte
Finale
72,00 + 75,20 + 81,60 + 77,40 + 74,80 + 86,70 = 467,70 Punkte
10-Meter-Synchronspringen
Rang 4
Finale
52,80 + 53,40 + 84,66 + 72,00 + 89,64 + 92,34 = 444,84 Punkte
- Matthew Mitcham

3-Meter-Kunstspringen
Qualifikation: Rang 15, für das Halbfinale qualifiziert
78,75 + 64,75 + 61,20 + 74,40 + 75,00 + 85,75 = 439,85 Punkte
Halbfinale: Rang 16
66,50 + 75,25 + 56,10 + 72,85 + 78,00 + 78,75 = 427,45 Punkte
10-Meter-Turmspringen
 Rang 1
Qualifikation: Rang 2, für das Halbfinale qualifiziert
76,50 + 92,40 + 91,20 + 79,90 + 78,40 + 91,20 = 509,60 Punkte
Halbfinale: Rang 2, für das Finale qualifiziert
73,50 + 89,10 + 86,40 + 95,20 + 81,60 + 106,40 = 532,20 Punkte
Finale
73,50 + 97,35 + 76,80 + 91,80 + 86,40 + 112,10 = 537,95 Punkte
Der sechste und letzte Sprung des Olympiasiegers in der Finalrunde war mit 112,10 Punkten der höchstbewertete Sprung in der Wettkampfgeschichte.
Mitcham war zudem der erste australische Wasserspringer seit 1924, der sich eine olympische Goldmedaille sichern konnte.
- Robert Newbery

3-Meter-Kunstspringen
Rang 9
Qualifikation: Rang 6, für das Halbfinale qualifiziert
74,40 (14) + 67,50 (20) + 76,50 (14) + 84,00 (7) + 82,25 (6) + 80,50 (6) = 465,15 Punkte
Halbfinale: Rang 11 für das Finale qualifiziert
77,50 + 72,00 + 81,60 + 63,00 + 87,50 + 78,75 = 460,35 Punkte
Finale
79,05 (7) + 67,50 (11) + 76,50 (9) + 73,50 (9) + 87,50 (6) + 77,00 (9) = 461,05 Punkte
3-Meter-Synchronspringen
Rang 8
Finale
50,40 + 51,60 + 56,73 + 82,62 + 77,70 + 74,55 = 393,80 Punkte
10-Meter-Synchronspringen
Rang 4
Finale
52,80 + 53,40 + 84,66 + 72,00 + 89,64 + 92,34 = 444,84 Punkte
- Scott Robertson

3-Meter-Synchronspringen
Rang 8
Finale
50,40 + 51,60 + 56,73 + 82,62 + 77,70 + 74,55 = 393,80 Punkte